# Noh

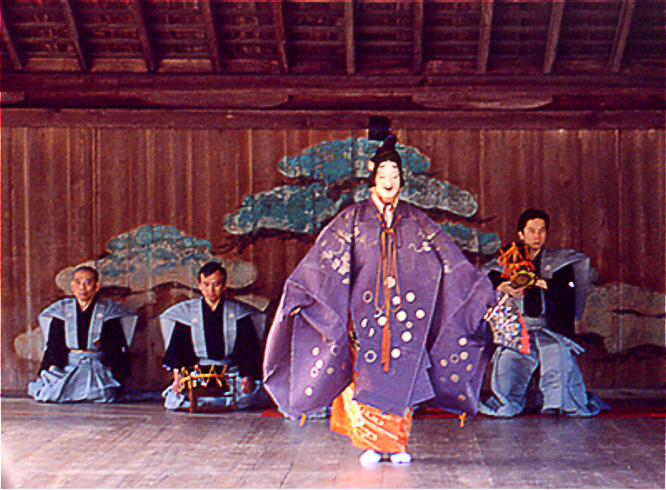
Representació de noh.

El noh o no (en japonès: 能, nō) és un dels tipus principals de teatre clàssic japonès. Juntament amb el kabuki, són potser les estructures dramàtiques principals creades al Japó. S'originà a partir del segle xiv mesclant formes populars i aristocràtiques. És característic que alguns actors vagin coberts amb màscares per a representar dones i certs estats d'ànim. Avui dia hi ha uns 1.500 actors professionals del teatre noh al Japó.
Establert a finals del segle xiii al Japó, el noh és una forma teatral que uneix dues tradicions: les pantomimes ballades i cròniques versificades recitades per bonzos errants. El drama, el protagonista del qual està cobert amb una màscara, es representava els dies de festa als santuaris. Els seus actors, protegits per dàimios i shoguns, han transmès de pare a fill els secrets del seu art. El noh ha evolucionat de diverses maneres en l'art popular i aristocràtic. També constituirà la base d'altres formes dramàtiques com el kabuki. Després que Zeami establís les regles del noh, el repertori es va congelar cap a finals del segle xvi i encara es manté intacte. El noh és únic pel seu encant subtil (yūgen) i pel seu ús de màscares distintives. Quan es posen la màscara, els actors deixen simbòlicament la seva pròpia personalitat per encarnar els personatges que interpretaran. En lloc de narrar una trama complicada, el teatre noh, molt estilitzat i simplificat, desenvolupa, per tant, una simple emoció o atmosfera. Funcionant de la mateixa manera que els entrenadors, la teatralitat permet passar a una altra interpretació d'un mateix.
És un teatre cantat, però amb una tonalitat limitada, i la melodia no és el centre de la representació. L'escenari, de fusta, està decorat de manera molt senzilla amb la imatge d'un pi carregada de simbolisme. Els actors, amb vestits luxosos, entren i surten de l'escenari per un pont estret: el Hashigakari. De fet, representa l'intent de la cultura japonesa de trobar la bellesa en la delicadesa de les formes.
El noh va ser una de les primeres formes de drama registrades el 2008 (originalment proclamada el 2001) a la llista representativa del patrimoni cultural immaterial de la UNESCO, essent un tipus de teatre nôgaku junt al kyōgen.

## Definició i significat de la paraulanoh
El noh es pot definir com un «drama líric» sempre que la paraula drama s'entengui en el seu primer significat d''acció', essent el lirisme del noh principalment poètic i que només requereix ritme i timbres de la música.
La paraula noh prové d'un verb que significa 'poder, ser poderós, capaç de'; per tant, s'utilitza com a nom, amb el significat de 'poder, facultat, talent'.
El terme noh es va utilitzar molt aviat per designar el «talent» dels artistes, ballarins o intèrprets, dels quals eren capaços. En canviar el significat (talent> allò que es realitza amb talent> obra representada), es va arribar a designar molt ràpidament l'obra mateixa. És aquest darrer significat d''obra' el que Zeami Motokiyo dona a la paraula noh al Nôsakusho, dedicat a la manera de compondre els noh.

## Història

### Orígens del noh

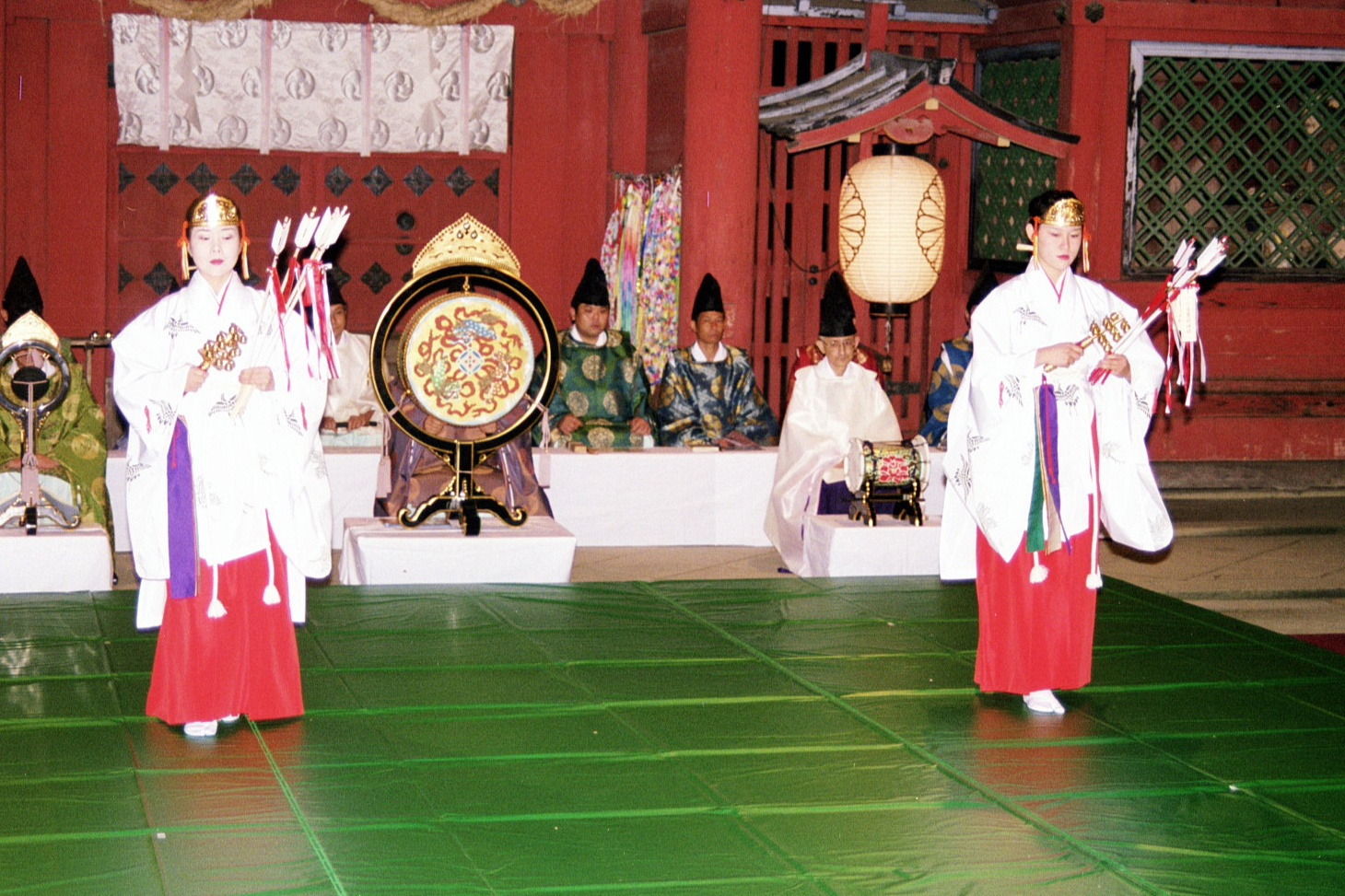
Dansa kagura interpretada per miko, ballarines d'un santuari xintoista.

EL teatre japonès troba els seus orígens en danses rituals i coreografies sagrades. L'entrada d'aquestes danses al folklore es va efectuar per la pèrdua gradual del seu significat religiós a favor d'una major estètica i refinament, en particular a iniciativa de la cort Imperial a partir del segle viii, així com la seva representació al món secular per a l'entreteniment dels homes i ja no només dels déus. Aquest procés de folklorització de tot un conjunt heterogeni de danses, farses i pantomimes condueix al naixement a partir del segle xiv d'una forma teatral elaborada purament japonesa: el noh.
Entre els orígens del noh hi ha els ritus religiosos del kagura i les danses camperoles destinades a garantir bones collites i apaivagar els mals esperits. Des del segle xii, aquestes danses dels camps s'organitzaren als grans temples de les ciutats i sobretot a Kyoto, la capital Imperial; la gent del poble les anomenava dengaku. Molt populars durant els festivals estacionals xintoistes, aquests rituals màgics es van convertir gradualment en espectacles, amb actors que fan el paper de trasplantadors o propietaris de terres per obtenir més realisme. Cap al 1250, aquestes representacions s'anomenaven dengaku nô, per separar-les de les danses agràries primitives i provincials, i en el transcurs d'un segle, el dengaku nô es feia fora dels temples, representacions seculars molt apreciades per la gent del poble i els nobles cap a 1350.
A la cort Imperial Heian, les arts privilegiades eren el gagaku (música) i el bugaku (ball que acompanyava el gagaku), importats del continent asiàtic als segles vi i viii. Aquestes arts estaven pensades per ser harmonioses, elegants, refinades i destinades a un públic principalment aristocràtic. Gairebé al mateix temps, el sangaku també va arribar d'Àsia, una mena d'«espectacles de fira […] pantomimes còmiques, bromes rudimentàries, titellaires, narradors viatgers, ballarins que fan gestos per expulsar dimonis» d'essència purament popular. A partir del segle x, el sangaku xinès es deia sarugaku ('cant o música de mico') i després sarugaku nô al Japó, que s'enriqueix amb el contacte amb la gent d'esquetxos còmics o imitacions.
L'últim pas abans de la formació de l'espectacle dramàtic real que és el noh va ser l'aparició del diàleg. Aquest últim va aparèixer principalment a les festes populars, els matsuri, on es van establir intercanvis parlats entre ballarins. Les companyies de sarugaku van adaptar notablement les llegendes tradicionals de les cerimònies religioses de Cap d'Any a diversos personatges que dialoguen. Durant el període Kamakura, les companyies de sarugaku interpretaven aquestes obres als temples del Japó.
Molt popular, profà i de vegades vulgar, el sarugaku nô ha tingut, com el dengaku nô, una importància primordial en el naixement del teatre japonès. De fet, Kan'ami i Zeami, els dos fundadors del noh, el primer gènere veritable del teatre clàssic japonès, són els dos líders d'una companyia de sarugaku. En aquest sentit, el noh es pot descriure com «l'últim avatar del sarugaku»; fins al segle xvii, el noh també es coneix amb el nom de sarugaku no nō, o simplement sarugaku.

### Kan'ami i Zeami

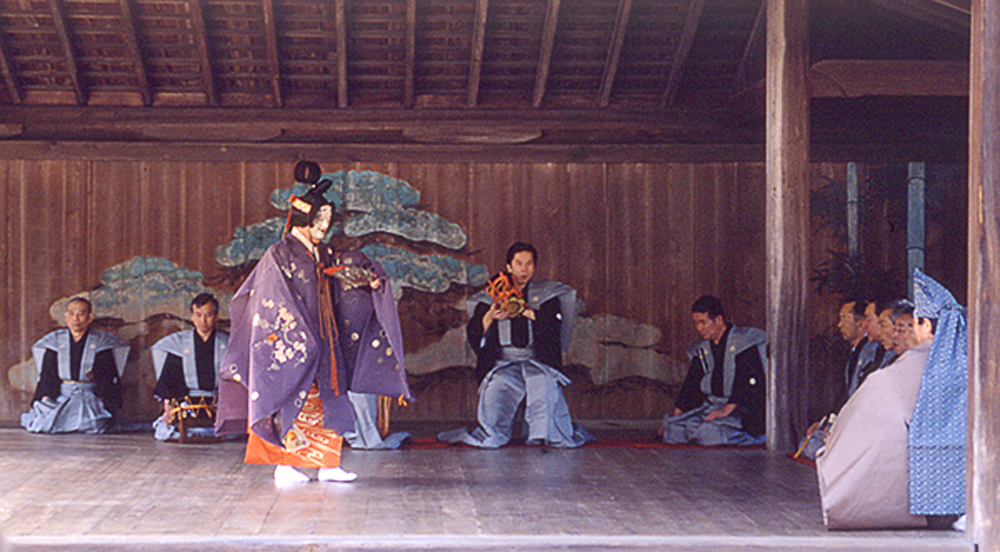
Escena de noh.

Cap al 1350, el dengaku nô era apreciat per les elits per la seva tradició literària i poètica, mentre que el sarugaku nô era percebut com a més popular, fins i tot grotesc i vulgar. En els seus moments àlgids, els programes de dengaku nô eren elaborats amb molta cura (números dramàtics, danses, acrobàcies, acompanyament musical) i arribaven a un públic molt nombrós, des d'emperadors fins a badocs de festivals de camp. Aquesta situació va canviar durant una representació de sarugaku noh a la qual assistí el shōgun Ashikaga Yoshimitsu el 1374. Impressionat per l'actuació de l'actor, el va convidar al palau sota la seva protecció, malgrat les reticències de la seva cort. Aquest actor es deia Kan'ami Kiyotsugu i el seu fill, Zeami.
Kan'ami havia guanyat cert reconeixement per haver fet evolucionat la seva pràctica del sarugaku prenent prestats elements del dengaku per forjar el que més tard es va anomenar noh. El dengaku nô posava per damunt de tot la cerca d'un esteticisme molt refinat que els japonesos anomenen yūgen, l'«encant discret». Aquesta recerca del yūgen va conduir ràpidament el gènere a un manierisme extrem despullat d'originalitat. Kan'ami va tenir la idea de combinar per als seus drames lírics el yūgen amb la mímica dramàtica (monomane) del sarugaku, més aspra i impetuosa, adequada per a la posada en escena de personatges violents com guerrers i dimonis. També va fer evolucionar la música i el cant, inspirant-se en la música kusemai. Aquestes evolucions, perseguides i teoritzades pel seu fill Zeami, trencaven definitivament amb la tradició, ja que situaven la bellesa de l'espectacle davant les restriccions rituals i cerimonials: només l'art i l'estètica teatrals comptaven a partir de llavors, que no havien de complir els requisits religiosos. Aquesta manera teatral va ser un gran èxit amb la cort shogunal. Kan'ami va dirigir una de les set confraries (za) d'actors de sarugaku anomenada Yūzaki: sembla que molt ràpidament les altres sis confraries de sarugaku i les dues confraries de dengaku que hi havia al seu temps van desaparèixer o van copiar el seu noh.
Kan'ami va morir el 1384, i va ser el seu fill Zeami, criat a la cort del shogun, qui va prendre el seu relleu al palau al capdavant de la nova escola d'actors de noh Kanze (Kanze-ryū) i qui va tenir una importància decisiva en l'establiment del noh i més generalment del teatre clàssic japonès. Lluny d'estar satisfet amb el repertori del seu pare, va reescriure i arreglar aquestes obres a la seva manera i també va treure del repertori de dengaku. De fet, va donar al seu teatre una importància creixent i després preponderant a un principi que va anomenar sōō, la «concordança» entre l'autor i el seu temps, entre l'autor i l'actor, i entre l'actor i el seu públic. Així, no només va reescriure totes les obres del repertori al seu gust, sinó que va animar els actors a escriure o improvisar, per tal de satisfer un públic ara divers i exigent. Històricament, Zeami és l'autor més prolífic de noh amb un centenar obres, gairebé la meitat del repertori conegut i interpretat avui, i també va llegar els seus tractats que teoritzaven el noh mentre el practicava.

### Noh i shoguns

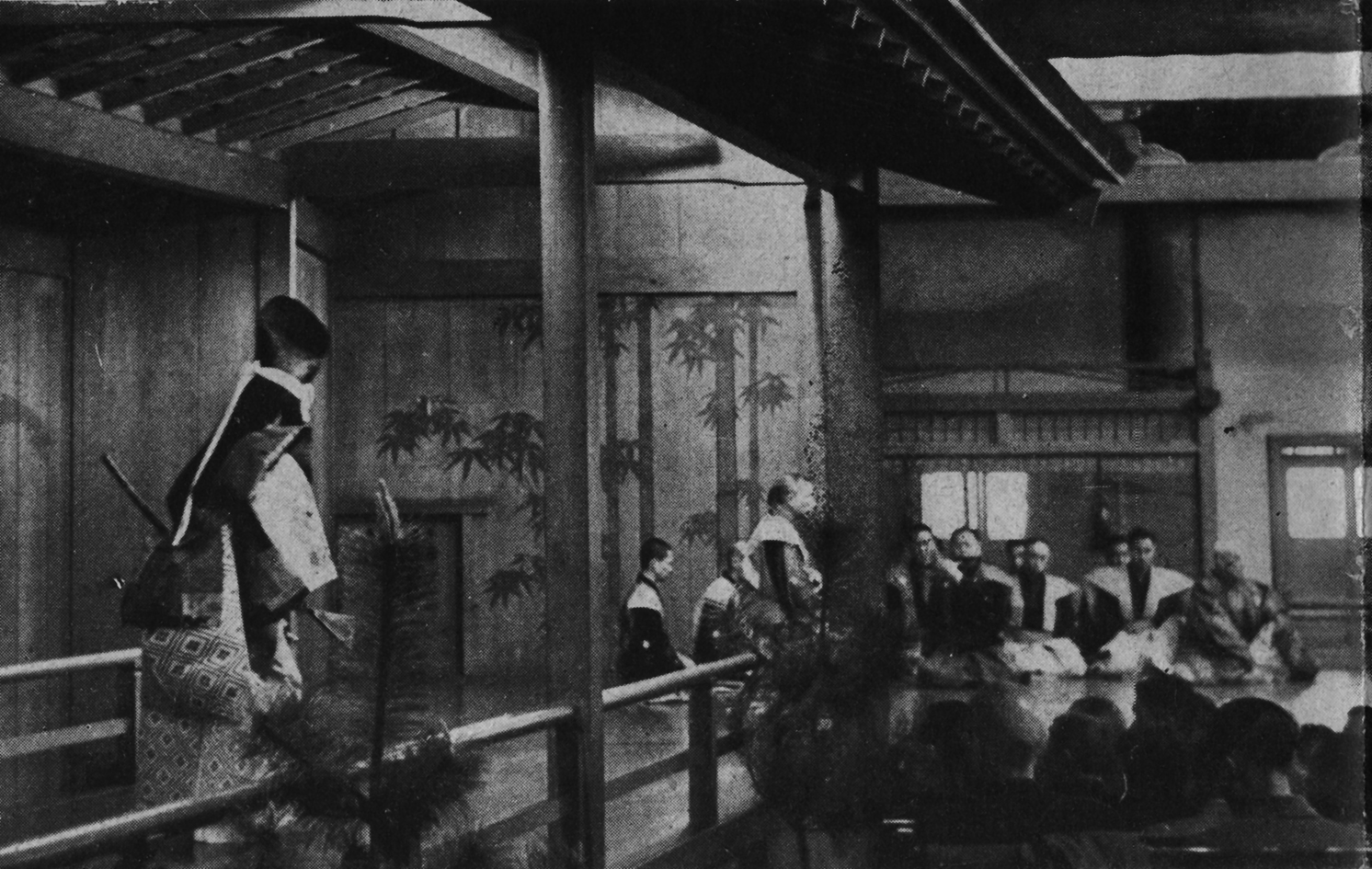
Escena de noh des del costat, on l'actor Sakurama Kyusen fa de guerrer.

Zeami va conservar el seu prestigi a la cort sota els shoguns Ashikaga Yoshimitsu, Ashikaga Yoshimochi i Ashikaga Yoshikazu. Però, mentre envellia, el shogun Ashikaga Yoshinori va despatxar Zeami i el seu fill i els va prohibir l'accés al palau. Entre els possibles successors de Zeami hi havia el seu fill, Motosama, molt dotat segons el seu pare, però que va morir jove el 1432, el seu alumne i gendre Komparu Zenchiku i el seu nebot Saburō Motoshige On'ami. Va ser aquest últim, un molt bon actor i hàbil cortesà, qui va obtenir el favor del shogun i el càrrec de Zeami al palau. Zeami, però, després de la mort del seu fill, va escollir Komparu Zenchiku com el seu successor, un dels mestres de noh amb un estil complex i subtil, autor de diverses obres de noh i tractats tècnics. Zenchiku era un actor menys brillant que On'ami, però un autor erudit versat en poesia tradicional i teologia budista. Aquesta elecció, que no va seguir ni els vincles de sang ni la preferència del shogun, va provocar una ruptura entre les escoles Kanze (dirigides per On'ami per decisió del shogun) i Komparu. Zeami es va exiliar el 1434 i va morir el 1444 a Kyoto, on va poder tornar poc abans del final de la seva vida. Sota la direcció de l'escola Kanze d'On'ami, les representacions de noh van continuar sent molt populars: el seu estil molt viu era més acord amb el gust de l'època.
Alguns bons autors van donar vida al noh, encara molt popular, als segles xv i xvi, però amb menys talent que els precursors. Les noves obres del repertori eren més dramàtiques, esplèndides i accessibles, mentre que les companyies aficionades que actuaven espontàniament obtenien un cert èxit. La Guerra Ōnin (1467 - 1477) i el consegüent debilitament del poder dels shoguns van suposar un greu cop per al noh. Per sobreviure, els descendents d'On'ami i Zenchiku Komparu van intentar arribar a un públic més gran introduint més acció i més personatges.
El renaixement del noh, però, va tenir lloc sota els auspicis dels dàimios Oda Nobunaga (1534 - 1582) i Toyotomi Hideyoshi (1537 - 1598), sent aquest últim un gran aficionat a la pràctica del noh, qui va assegurar la protecció de les companyies. Va ser d'acord amb les seves preferències estètiques (les de la classe dels samurais) que es va crear l'escola (ryū) Kita, a més de les quatre escoles tradicionals. Al mateix temps, l'esplèndida cultura del període Momoyama va marcar el noh, transmetent-li el gust pels vestits magnífics, la forma final de les màscares que encara s'utilitzen avui en dia, així com la forma de l'escenari.
Finalment, el gènere va acabar per desaparèixer de l'espai públic durant el període Edo, sent Toyotomi Hideyoshi l'últim gran protector del gènere. El noh es va convertir en l'art oficial de les cerimònies dels dàimios sota el patrocini directe del shogunat Tokugawa i gairebé no es representava excepte en els castells, esdevenint més lent, auster, distingit, subjecte al conservadorisme. Aquesta fase del classicisme sense creativitat del noh estava d'acord amb els temps, els del shogunat Tokugawa i les seves cerimònies dignes i solemnes separades de l'entreteniment popular de manera que es prohibia qualsevol innovació. És aquest noh de ritme molt lent el que es coneix avui, probablement molt allunyat de les obres de Zeami.
Des del període Edo, altres tipus de teatres van agafar el relleu del noh amb un immens èxit popular, principalment el bunraku i el kabuki.

### Teatre noh als temps moderns
El noh gairebé va desaparèixer amb els seus protectors a l'era Meiji. És una sort que un actor menor de l'escola Kanze, Umewaka Minoru I, continuï la seva pràctica i el seu ensenyament. Finalment, la cort imperial torna a protegir el noh per portar al teatre dignataris estrangers de visita, ja que el kabuki, que havia suplantat en popularitat el noh en el període Edo, decididament no era adequat per a la serietat de les reunions oficials. Va ser en aquesta època quan es va començar a utilitzar el terme nōgaku per designar el conjunt format pel noh i el kyōgen i que es van construir les primeres sales dedicades exclusivament a aquest art.
Amenaçat de nou després de la Segona Guerra Mundial, el noh va aconseguir sobreviure i constitueix avui una de les arts tradicionals més consolidades i millor reconegudes. El noh va ser una de les primeres formes d'art dramàtic registrades el 2008 (originalment proclamada el 2001) a la llista representativa del Patrimoni Cultural Immaterial de la Humanitat de la Unesco com un dels tipus de teatre Nōgaku, juntament amb el kyōgen.

## Dramatúrgia
En la seva forma més tradicional, un noh és una obra en dos actes que inclou diàlegs, i parts cantades o ballades. L'escena, els personatges, les formes dels cants, les danses i la música es codifiquen rigorosament.

### L'escenari

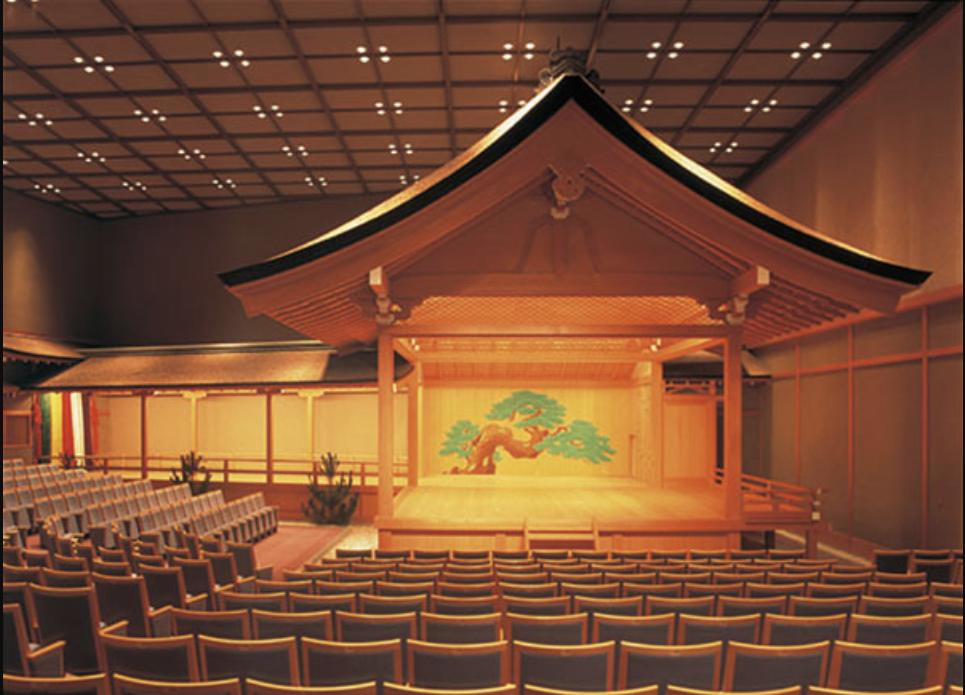
Escenari de noh al Teatre Nacional del Noh de Tòquio.

L'escenari, convencional des de l'any 1700, procedeix del teatre cantat tradicional xinès: un quadrilàter gairebé nu (excepte el kagami-ita, pintura d'un pi a la part posterior de l'escenari) obert a tres costats entre les pilastres de cedre que marquen els angles. La paret de la dreta de l'escenari s'anomena kagami-ita, mirall. Hi ha una porta petita que permet l'entrada dels ajudants d'escenari i del cor. L'escenari elevat està sempre rematat per un sostre, fins i tot a l'interior, i envoltat al nivell del terra amb grava blanca en què es planten pins petits als peus dels pilars. Sota l'escenari hi ha un sistema de pots de ceràmica que amplifiquen els sons durant les danses. Els detalls d'aquest sistema són prerrogativa de les famílies dels constructors d'escenaris de noh.

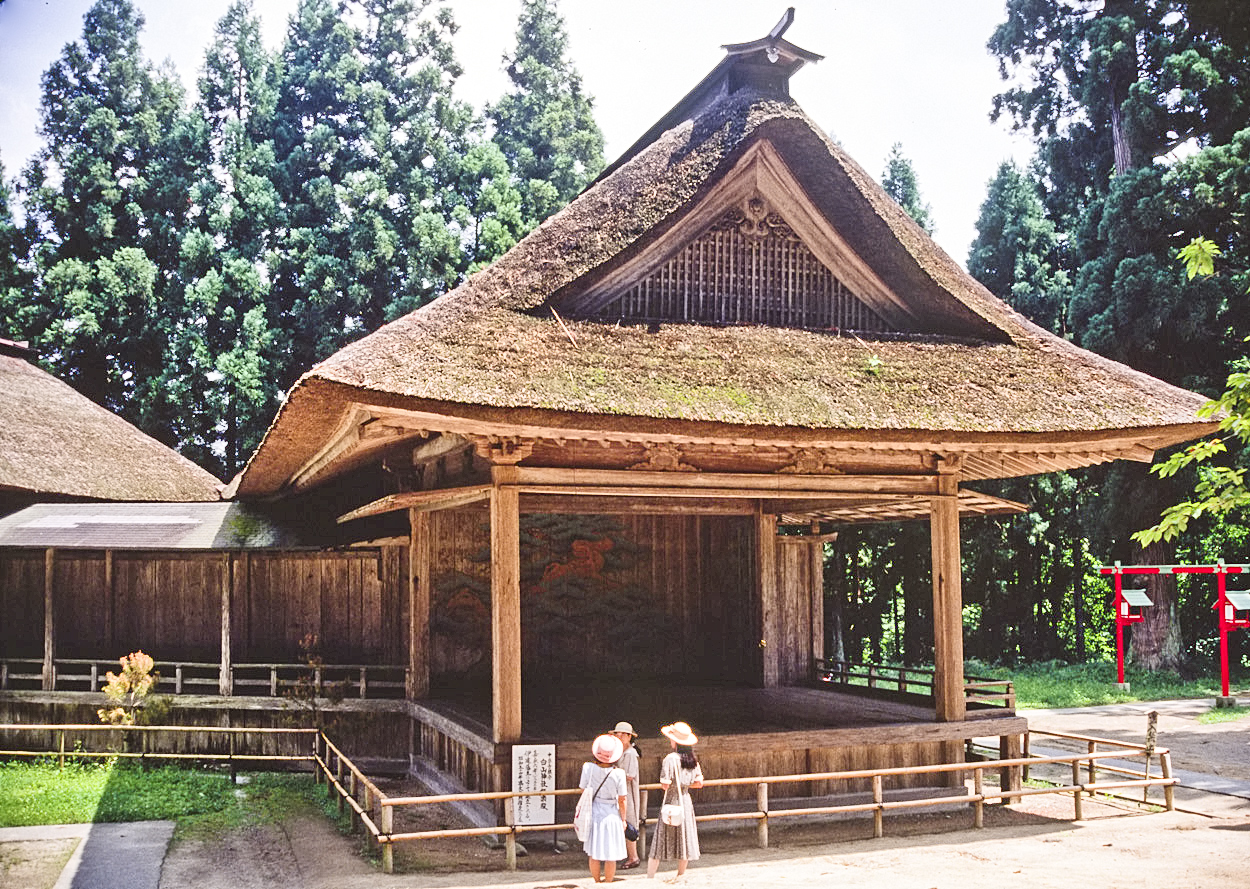
Un vell teatre de noh, Hakusan Jinja, Hiraizumi, Iwate

Els actors accedeixen a l'escenari a través de l'hashigakari, una passarel·la estreta a l'esquerra de l'escenari, un dispositiu que després es va adaptar al kabuki en forma de camí de les flors (hanamichi). Considerat com una part integral de l'escenari, aquest camí es tanca al darrere de l'escenari mitjançant una cortina de cinc colors. El ritme i la velocitat d'obertura d'aquesta cortina donen al públic indicis de l'ambient de l'escenari. En aquest moment l'actor, encara invisible, realitza un hiraki cap al públic, després torna a la passarel·la i comença la seva entrada. Així, ja és a l'escenari fins i tot abans d'aparèixer al públic i el personatge que encarna llança a la llarga passarel·la, l'hashigakari que imposa entrades espectaculars. Al llarg d'aquesta passarel·la es disposen tres pins de mida decreixent; aquests són els punts de referència utilitzats per l'actor fins a la seva arribada al plató principal.

### Organització de l'escenari de noh
| Diagrama                                                               | Llegenda |
| ---------------------------------------------------------------------- | --- |
| Schéma vu de dessus, avec la scène carrée et le pont en haut à gauche. | - 1: Kagami-no-ma (sala de miralls) - 2: Hashigakari (pont) - 3: Escenari - 4-7: Quatre pilars, respectivament Metsuke-Bashira, Shite-Bashira, Fue-Bashira i Waki-Bashira. - 8: Jiutai-za (ubicació del cor). - 9: Músics. De dreta a esquerra, fue-za (flauta transversal No-kan), kotsuzumi-za (tambor petit), ohtsuzumi-za (tambor mitjà) i de vegades taiko-za (tambor gran). - 10: Kohken-za (apuntador) - 11: Kyogen-za - 12: Kizahashi (graons) - 13: Shirazu (sorra blanca) - 14-16: Pins - 17: Gakuya (entre bastidors) - 18: Makuguchi (entrada principal, obstruïda per una gruixuda cortina de tres o cinc colors, Agemaku) - 19: Kirido-guchi (entrada del cor i l'apuntador) - 20: Kagami-ita (dibuix d'un pi, generalment a l'estil de l'escola Kanō). |

El públic es col·loca davant de l'escenari (butai), així com entre el pont i el flanc esquerre del butai. Observat a més de 180 graus, l'actor, per tant, ha de prestar especial atenció a la seva ubicació. Amb les màscares que restringeixen molt el seu camp de visió, l'actor utilitza els quatre pilars per trobar el seu camí i el pilar a la cruïlla de la passarel·la i l'escenari principal (anomenat pilar del shite) per situar-se.

### Actors i personatges

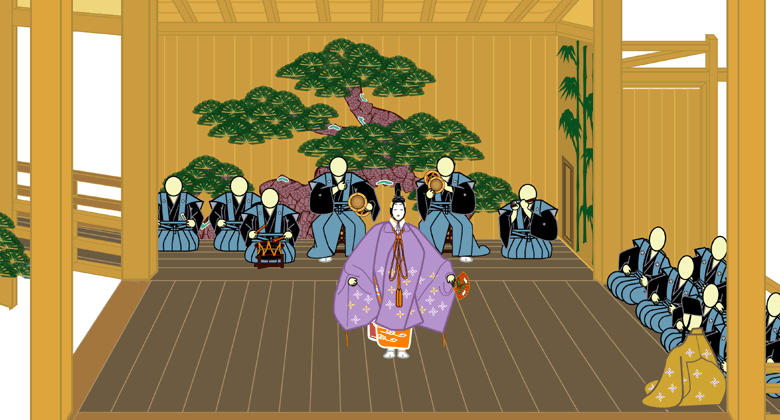
Escena de noh. El shite al centre, el waki a la dreta de l'esquena, el cor a la dreta i l'orquestra al fons.

Un conjunt de noh compta amb uns vint-i-cinc artistes. Hi ha quatre categories principals d'artistes i cinc categories principals de papers:
- El shitekata correspon al tipus de paper més representat. Aquests actors representen diversos papers, incloent el shite (el protagonista), el tsure (company del shite), el ji-utai (cor cantat, compost de sis a vuit actors) i el kōken (assistents de l'escenari).
- L'actor wakikata encarna els papers de waki, un personatge secundari que és la contrapart del shite.
- El kyōgenkata és l'estil d'actuació reservat als actors que interpreten papers populars al repertori de noh i a tot el repartiment de les obres de kyōgen (es mostra com un interludi entre dues obres de noh).
- L'estil hayashikata és el dels músics que toquen els quatre instruments que s'utilitzen al noh.

### Shite

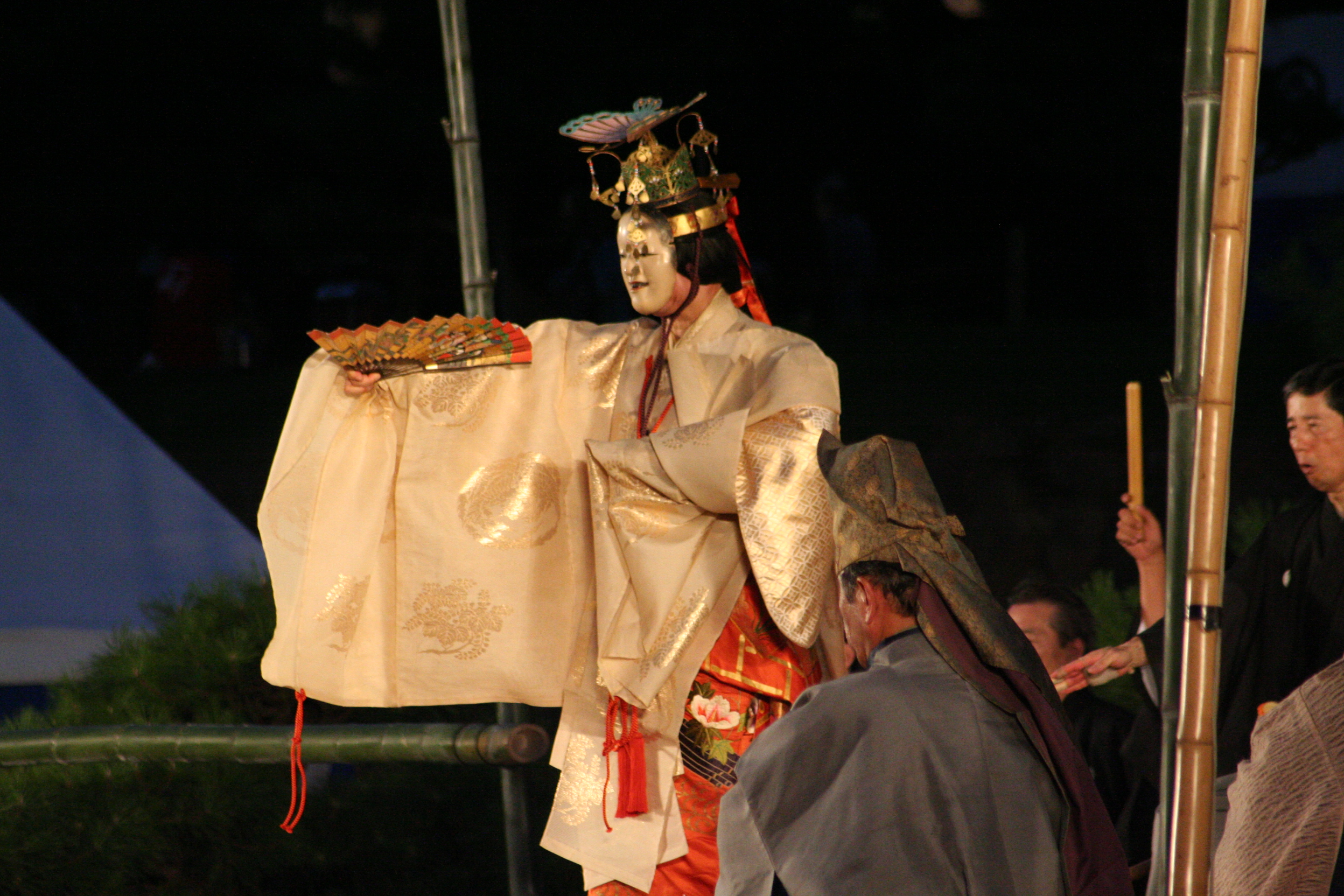
El shite en el paper d'una deïtat femenina i el seu waki en una obra de teatre noh.

El shite (literalment 'el que actua') és sobretot l'actor que interpreta el personatge principal de l'obra i que interpreta les danses. Ha de ser capaç de interpretar una àmplia gamma de personatges, des del nen fins al déu, inclòs el vell o la dona. Com que tots els actors són tradicionalment homes, la naturalesa d'un personatge ve significada pel seu vestit, molt elaborat, i sobretot per la seva màscara, més petita que la mida real. Llevat d'algunes excepcions, només els actors de shite porten màscares, reconegudes per concentrar l'essència del personatge a interpretar. Algunes obres toleren un shite sense màscara; es tracta d'una posada en escena especial donada l'especificitat de l'actor, una força intrínseca a la seva edat (nen o vell). En qualsevol dels dos casos, hauria d'intentar mantenir una cara inexpressiva, igual que tothom a l'escenari, i actuar com si portés una màscara (hitamen). Quan interpreta un ésser sobrenatural, el shite sol patir una transformació o metamorfosi en el transcurs de l'obra, com un déu o un esperit que es revela en la seva veritable forma. A les peces del món real, és més aviat la situació la que experimenta un gir radical.

### Waki
El waki (literalment 'el del costat') té el paper essencial de qüestionar el shite per donar-li una raó per a la realització del seu ball, així com de descriure els llocs i situacions. Assegut lateralment a l'escenari, serveix de mitjà entre el públic i el shite. El paper del waki és essencial en el primer acte: el seu propòsit és revelar la veritable forma del shite, provocar la seva «transformació» dialogant. Arribat a aquest fi, es retira de l'espectacle i sovint fingeix dormir durant l'últim acte quan el shite és un ésser sobrenatural. Interpretat sense màscara excepte per a papers femenins, el waki és gairebé sempre un personatge humà viu. Pot ser un aristòcrata, cortesà o enviat, un sacerdot, un monjo, un samurai o un home del poble, la seva funció social està indicada pel seu vestit.

### Altres actors

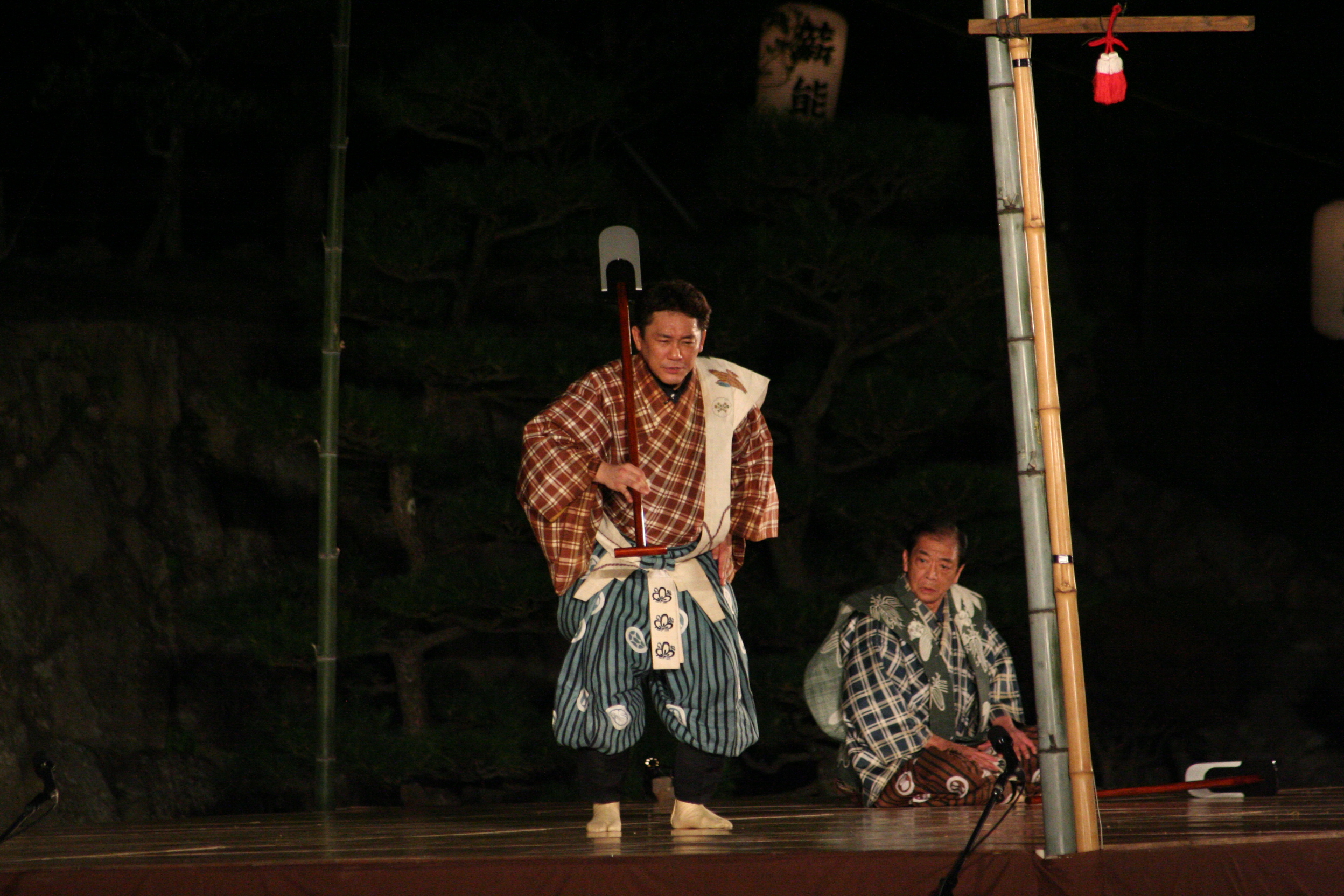
Kyōgen-shi en primer pla, amb el seu waki assegut al fons.

Els tsure (literalment 'acompanyants') són personatges secundaris que acompanyen amb el seu cant ja sigui el shite, es parla llavors de shite-zure, o el waki, es parla llavors de waki-zure. Com a personatges sense nom, els tsure, no influeixen en l'acció de l'obra. A l'obra, més que un personatge, el tsure només és una veu.
Els tomo (literalment 'companys') tenen un paper secundari i només actuen episòdicament. Representen servents.
El kōken (literalment 'supervisor'), no és un actor. Però, tot i no participar en l'obra, és fonamental per al seu bon progrés. Assegut al fons de l'escenari amb roba de carrer, disposa els objectes necessaris per endavant, els fa desaparèixer quan ja no són necessaris i subministra a temps els imprescindibles per a l'acció (espasa, ventall, canya, etc.). Si cal, pot substituir el shite.

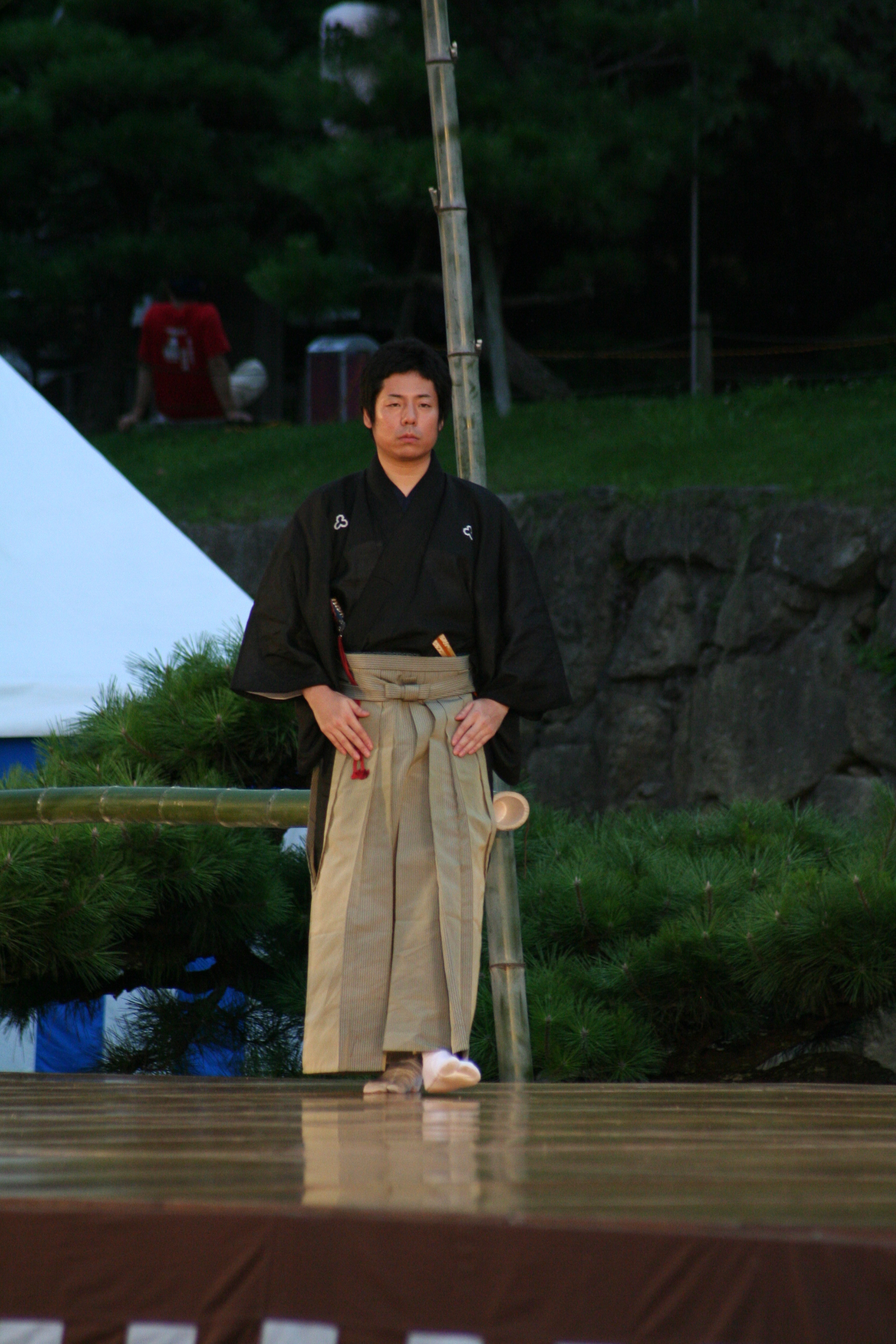
Membre del cor que està anant a instal·lar-se al seu lloc

El kyōgen-shi, present en un gran nombre d'obres de noh, és el còmic de l'obra. De vegades involucrat en l'acció com a comparsa (porter de temple, barquer, porter, etc.), la majoria de les vegades només té una connexió indirecta amb l'obra en si. El seu paper és essencialment ocupar l'escenari durant l'ai (literalment 'interval'), l'interludi que separa el noh en dues parts.
El ji és un cor, o bé participa directament en l'acció substituint un actor per interpretar determinats cants o bé, com a personatge atemporal, expressa la sensació que l'acció suggereix. Per exemple, sovint és el cor el que narra o comenta l'acció durant el ball principal del shite. A diferència de la tragèdia grega, mai representa un grup de personatges.

#### Escoles i formació
Els artistes segueixen una formació completa del seu ofici. Per tant, sigui actor, ballarí o músic, un artista estudiarà abans que res el cant. El deixeble, per exemple un percussionista, durant una lliçó de tsuzumi, es prepara per copejar el seu instrument i després el mestre entona el cant de l'obra en qüestió. El deixeble atent al cant aprèn a situar els ritmes que ha memoritzat al cant que ha de «fomentar». Per entendre el concepte d'aquesta forma musical, és fonamental iniciar-se al ritme del cant.
A més, com que no està sol a l'escenari, ha de combinar-se amb altres percussions en un context musical on la mesura és fluctuant (i no constant com la d'un metrònom) i requereix una escolta constant entre els artistes. És el cant que serveix de guia per al conjunt. Per adquirir aquesta poderosa capacitat d'escolta, un estudia també tots els altres instruments. Així, tots els artistes són multidisciplinaris, però a l'escenari, excepte en casos excepcionals, l'artista només tocarà en la seva especialitat. El cant és l'element essencial comú de tots els artistes.

### Música i text

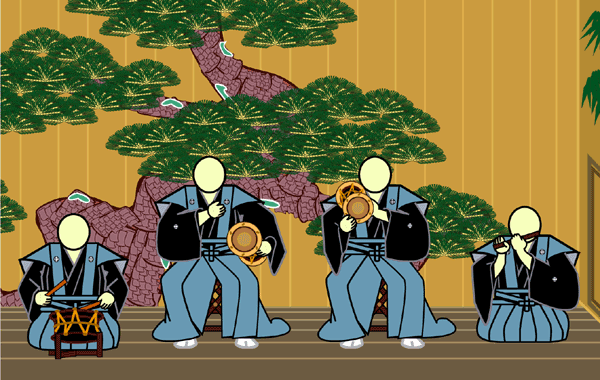
Músics de noh: d'esquerra a dreta, taiko, ō-tsuzumi i ko-tsuzumi (tambors), nōkan.

A més dels actors, l'escenari està ocupat per músics, disposats a la part posterior de l'escenari, i per un cor de vuit a dotze persones que ocupa el costat dret. La música es produeix per mitjà de tres tipus de tambors de mida creixent, un portat a l'espatlla (ko-tsuzumi), el segon al maluc (O-tsuzumi) i el tercer (Taiko) tocat amb baquetes de xiprer, així com una flauta de bambú de set forats (fue és el nom genèric de les flautes transversals al Japó, el teatre noh utilitza la flauta nôkan). Els dos primers tambors tenen un cos de cirera, el tercer d'om, els dos primers estan estirats amb pell de cavall, el taiko, de vaca, i regulats per cordes de lli de color taronja.
La funció de la música és crear l'ambient, sovint una atmosfera estranya, sobretot quan es tracta d'elements sobrenaturals. Les antigues màscares de noh es mantenien per la boca i els actors no podien pronunciar cap text, de manera que el cor parlava per ells.
Essencialment, el cor s'encarrega d'aportar els elements de la narració, comentar el relat i dir les línies d'un actor quan aquest realitza una dansa o amplificar la intensitat dramàtica d'un monòleg llarg. El domini de la percussió en la música subratlla la importància fonamental del ritme en la representació de noh.
El text es canta segons entonacions rigorosament codificades.
Hi ha nou formes cantades:
- El shidai una mena de prosa cantada és, en general, un recitatiu bastant simple.
- L'issei comença el paper del shite. És una de les formes més melòdiques del noh i la seva interpretació se sol encomanar a dues veus, shite i shite-zure.
- L'uta (literalment 'cant') torna diverses vegades durant l'obra, normalment quatre.
- El sashi, la forma del qual presenta una certa regularitat, designa un passatge situat entre dues formes de caràcter diferent per connectar-les o preparar la segona.
- El kuri és una cançó animada amb diverses inflexions que introdueix el kuse. Sovint comença amb una màxima, una generalitat.
- El kuse és la forma cantada més desenvolupada. El kuse, amb un ritme tranquil i regular, sol anar acompanyat d'un ball.
- El rongi (literalment 'discussió') És una mena de diàleg cantat entre el cor i el shite.
- El waka segueix el ball del shite durant el qual no hi ha cant. Amb el ventall obert davant de la cara, el shite, immòbil al centre de l'escenari, canta el primer vers, el cor la pren i continua la peça mentre el shite realitza un nou ball.
- El kiri (literalment 'final') És un cor de forma lliure força curt que tanca l'obra.

A causa de la fixació del repertori a finals del segle xvi, el text està en japonès arcaic, incomprensible per als japonesos contemporanis. Per tant, la majoria de les sales ofereixen traduccions del text.

### Estructura d'un noh
El noh comprèn tradicionalment dos actes (ba), un d'exposició i l'altre d'acció. El shite, actor en la primera part, es converteix en ballarí en la segona, cosa que subratlla el canvi de vestuari, llavors més sumptuós. Aquest canvi de paper correspon en l'obra a una transformació de l'aspecte del shite, a la revelació de la seva veritable forma a través del waki: distingim així el «shite d'abans» (mae-shite) del «shite de després» (nochi-shite).
Un acte es divideix en escenes anomenades dan compostes de mòduls (shōdan) codificats molt més per les formes literàries o musicals que per l'entrada o sortida dels personatges. El patró més comú d'un noh, perquè són possibles variacions, es mostra a continuació.
Primer acte
- Escena 1: entrada del waki. Cançó introductòria (shidai), presentació del waki (nanori), cant que explica les circumstàncies que provoquen el waki i prepara per a l'arribada del shite (michiyuki).
- Escena 2: entrada del mae-shite. Cant d'introducció del mae-shite (issei amb o sense ni no ku), recitació o poema cantat (sashi), cant (uta, sage-uta o age-uta).
- Escena 3: diàleg i exposició. Diàleg entre el shite i el waki (mondō) amb o sense katari (narració), sashi (kakaru), cant uta.
- Escena 4: desenvolupament. Cant en un registre alt (kuri), sashi, cant i sovint ball del shite (kuse).
- Escena 5: continuació del desenvolupament i conclusió parcial. Diàleg cantat (rongi), retirada dels actors (naka-iri), interludi.

Segon acte
- Escena 6: entrada del nochi-shite. Cant de transició del waki (machi-utai), cant d'introducció del nochi-shite (issei).
- Escena 7: ball principal del shite dirigit ja sigui pel cant del kuse o per l'orquestra.
- Escena 8: conclusió. Poema clàssic (waka), final cantat i ballat (kiri). Ball del waka interromput pel cant del shite que canta el kiri.

## Obres

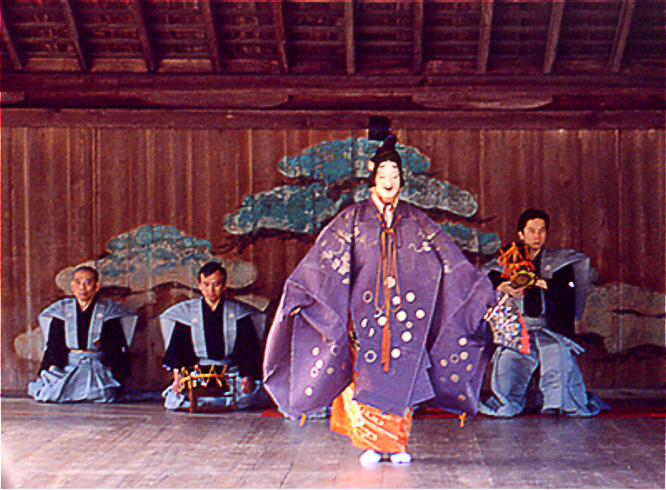
Noh al Santuari d'Itsukushima, Itsukushima, Hiroshima

Una obra de noh implica totes les categories d'actors. Hi ha aproximadament dues-centes cinquanta peces al repertori. Es poden dividir en dos grups anomenats genzai nō i mugen nō segons el seu realisme, o en sis categories segons el tema. Aquest últim determina quan s'interpreta la peça durant la jornada tradicional de noh, que inclou una peça de cadascuna d'aquestes categories.

### Genzai nōimugen nō

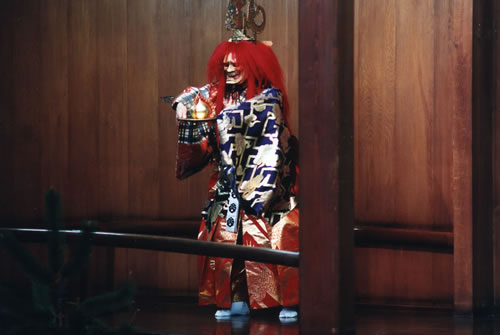
Actor de noh vestit de deïtat en un noh d'aparició.

Hi ha dos grans grups de noh segons el seu realisme: els noh d'aparicions (mugen nō) i els noh del món real (genzai nō). Les obres d'aquests dos grups tenen una estructura recurrent inspirada en rituals religiosos, composta per dos actes i un interludi.
Els noh d'aparicions presenten fantasmes, deïtats, dimonis i altres personatges irreals: el primer acte és l'aparició del personatge imaginari interpretat pel shite en forma humana (home vell o de vegades dona jove) que relata d'una manera divagant la seva vida passada, les seves llegendes i els seus turments amb el waki. L'interludi (ai) és un resum còmic o fictici del relat del personatge o de les llegendes associades a la ubicació, normalment realitzat per un actor de kyōgen; permet a l'actor principal canviar-se de vestuari. El segon acte és el clímax on el personatge imaginari es revela amb un vestit impressionant en la seva veritable forma i reviu la seva història del primer acte d'una manera molt atzarosa, sense ni tan sols mantenir un fil cronològic. En aquest acte, la música, el cant i la dansa es barregen per oferir un espectacle que ha de fascinar l'espectador amb el seu surrealisme i la seva poesia. Quan el personatge és un esperit o un fantasma, aquesta part sovint és onírica, tenint lloc en un somni o en una visió de waki.

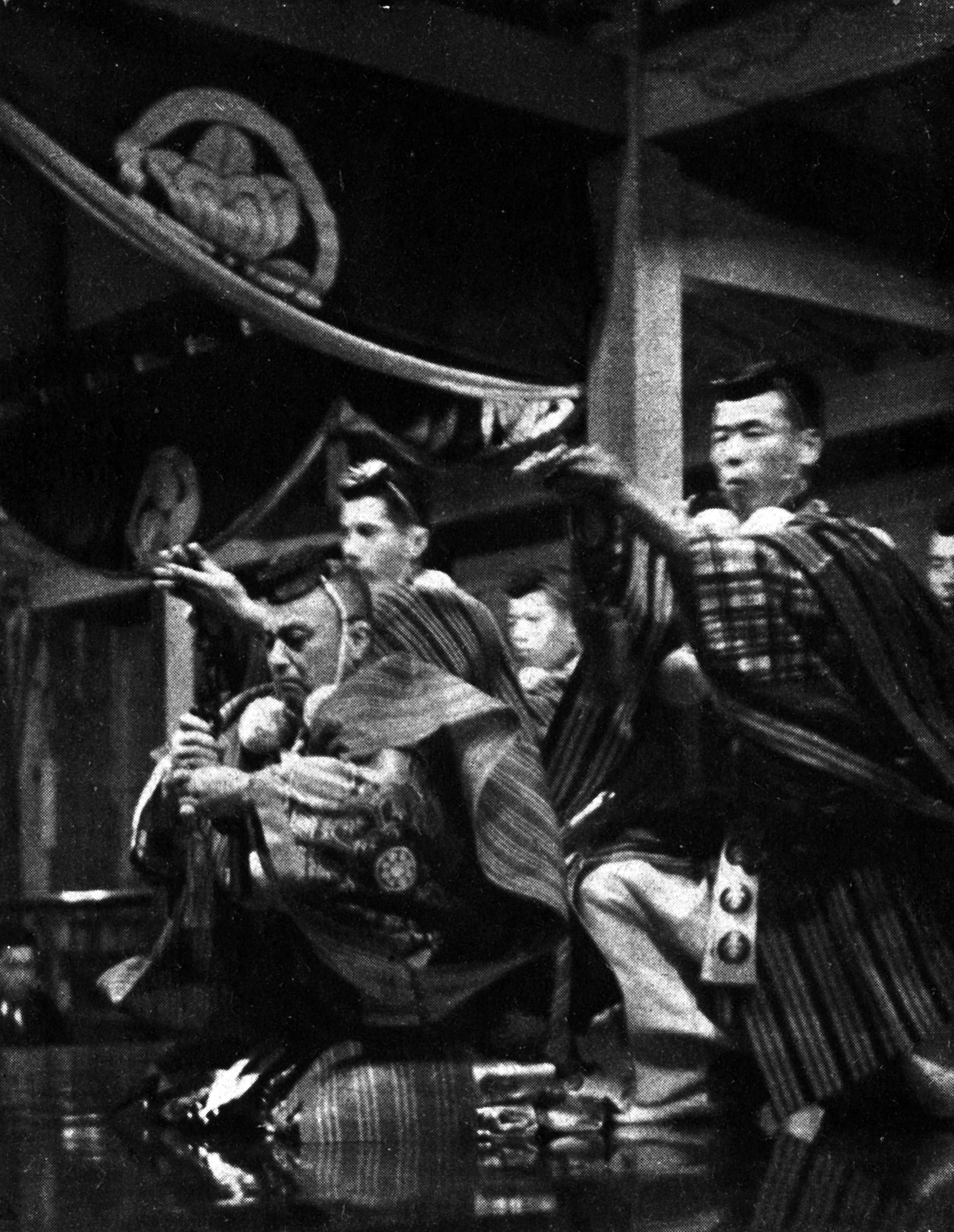
Actors de noh, inclòs Umekawa Rokuro al centre, en una obra de noh del món real.

El tema dels mugen nō fa referència molt sovint a una llegenda o a una obra literària. Escrit en un llenguatge alhora arcaic i poètic, el text es canta segons entonacions que obeeixen a estrictes regles de kata (formes imposades per la tradició). Així mateix, els actors adopten un pas lliscat característic per a aquest tipus d'obres i els moviments de les danses estan molt codificats. Aquesta estilització extrema dona a cada moviment i entonació un significat convencional propi. El desenvolupament de les característiques essencials del mugen nō s'atribueix a Zeami Motokiyo. El seu objectiu és despertar en el públic un estat d'ànim específic per a la contemplació de la bellesa, essent la seva referència el sentiment viscut davant la bellesa d'una flor (hana).
Pel que fa als noh del món real, es dirigeixen cap a l'expressió més o menys implícita dels sentiments dels personatges humans en situacions tràgiques, principalment mitjançant el diàleg, però també el cant i la dansa. L'interludi entre els dos actes ja no té cap funció real, tret de marcar un trencament, i la història recorre menys a la tradició literària i poètica.

### Els sis tipus d'obres
Les obres es classifiquen la majoria de les vegades per temes en cinc categories, que regeixen el seu ordre d'interpretació al programa d'una jornada de noh. Durant les representacions importants, especialment en Cap d'Any, l'espectacle comença amb un sisè tipus d'obra, l'Okina o el ball del vell amb una forta càrrega religiosa.
Les sis categories són:
- Okina o kamiuta;
- 1a categoria: noh de déus (kami mono);
- 2a categoria: noh de guerrers (shura mono);
- 3a categoria: noh de dones (kazura mono);
- 4a categoria: noh variats (mono zatsu);
- 5a categoria: noh de dimonis (mono oni).

En termes generals, les obres de la quarta categoria (noh variats) són noh del món real (genzai nō), mentre que les altres categories són mostres de noh d'aparició (mugen nō).

#### Okinaokamiuta
És una obra única que combina la dansa i el ritual xintoista. En rigor, això no és noh, sinó una cerimònia religiosa que utilitza el mateix repertori de tècniques que el noh i el kyōgen. És a l'Okina on es conserva el caràcter primitiu i religiós de l'antiga kagura. Representa la benedicció atorgada per una divinitat al públic. La màscara és llavors un objecte religiós per si mateix.
Aquestes obres també es coneixen com a sanban ('els tres rituals'), en referència a les tres peces essencials chichi-no-jo, okina i kyōgen sanba-sarugaku. El paper principal és interpretat per un actor de noh, el paper secundari per un actor de kyōgen. Aquestes obres només formen part de les jornades de noh amb motiu del Cap d'Any o de representacions especials, on sempre es donen a l'inici del programa.

#### Noh de déus
Anomenats també waki nō ('noh de després', és a dir, després de l'okina), tenen una divinitat com a personatge principal. Normalment, el primer acte narra la trobada d'un sacerdot (el waki) amb la divinitat (el shite), però apareguda en forma humana, en un lloc famós o de camí cap a aquest lloc. Al final de l'acte, el déu revela la seva condició de deïtat i torna, ell o una deïtat relacionada, al segon acte per realitzar un ball i beneir el públic, un temple o els cultius.

#### Noh de guerrers

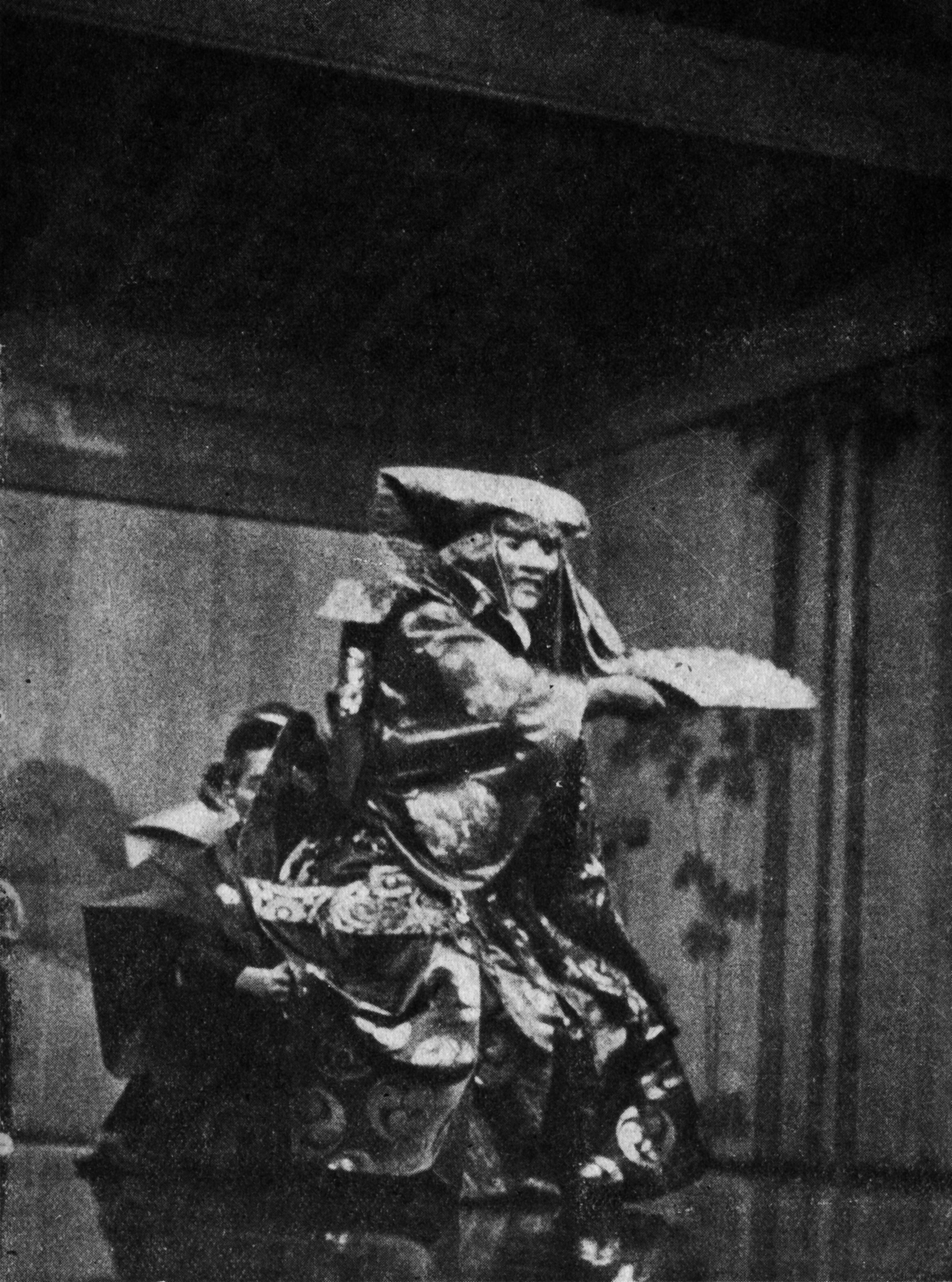
L'actor Umekawa Rokuro en una obra de noh de guerrer.

Shura-nō en japonès, aquestes obres se centren al voltant de l'esperit dels guerrers que van morir i que van caure als inferns després de la seva mort. Llavors tornen a relatar la seva última batalla o la seva vida a l'ashura (l'infern de la guerra). El text sovint fa referència a cròniques èpiques antigues, tot i que el propòsit és sobretot donar llum a qualsevol turment humà que condemni el guerrer a perseguir el món dels vius

#### Noh de dones
Anomenades "noh de dones" o "noh de perruca" (kazura-nō), aquestes obres giren al voltant de l'esperit d'una bella dona amb un passat tràgic extret sovint de les velles novel·les clàssiques (Genji Monogatari, Contes d'Ise...), fins i tot l'esperit d'una planta o d'una deessa... El moment essencial d'aquestes peces rau en la dansa elegant del segon acte, sense cap acció real.

#### Noh variats
Aquesta categoria bastant mal definida inclou noh que no pertanyen a altres grups, sovint obres del món real. René Sieffert la defineix com la categoria dels "noh variats". Es poden identificar alguns temes principals en aquestes peces: els kyōran mono, noh de deliri o desesperació (generalment després de la desaparició d'un ésser estimat com un nen o un amor traït); els noh èpics a partir de cròniques històriques (el Heike monogatari per exemple); els ninjō, noh de sentiments humans sovint tràgics (nen maltractat, guerrer caigut, noble exiliat...); els noh d'entreteniment, que abandonen la narrativa en favor de la bellesa estètica de les danses i els cants.
També hi ha nohs centrats en un element sobrenatural, però que es classifiquen com a nohs en el món real quan l'aparició de criatures imaginàries té lloc en el context històric d'esdeveniments reals, en el món dels humans, referint-se al folklore i a les creences populars. Les peces més nombroses representen generalment un personatge, sovint una dona, que cau en la bogeria per gelosia o després de la mort d'un ésser estimat.

#### Noh de dimonis

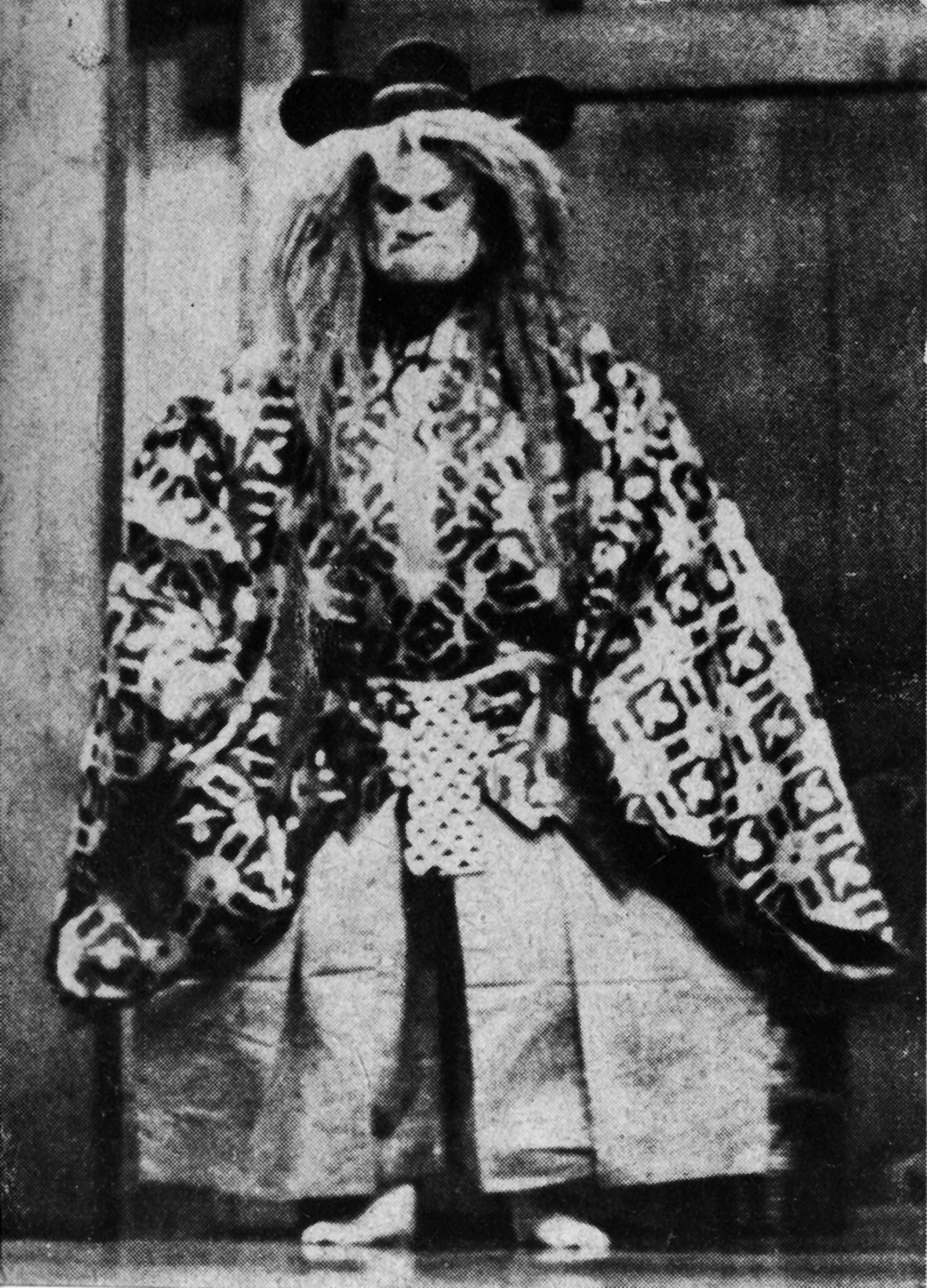
L'actor de noh Kanze Kasetsu vestit de dimoni.

També anomenades «noh del final» (kiri nō), aquestes obres inclouen una figura sobrenatural, dimoni, follet, criatures que habiten els inferns budistes o un altre esperit d'aquest tipus, tot i que la figura central d'alguns és simplement un noble jove. Més rarament, l'ésser sobrenatural és de bon averany, com un rei drac. Aquestes peces tenen un ritme més ràpid, recolzat en l'ús del tambor de baquetes (daiko). Una dansa rítmica constitueix el seu punt culminant, que també anuncia el final del programa de noh.

### Programa d'una jornada de noh
Per tant, la composició d'un programa de noh consta de cinc obres (gobandate), o sis amb l'Okina, una per a cada categoria descrita anteriorment, representades en ordre i segons la temporada, amb una obra de kyōgen entre cadascuna. René Sieffert anomena aquest programa "jornada de noh".
Aquesta disposició segueix el principi essencial de jo-ha-kyū (literalment: introducció, desenvolupament, conclusió), que Zeami pren de la música clàssica gagaku i té en compte la disposició de l'espectador durant tota la jornada, que pot durar més de vuit hores. L'obertura amb un noh de déu marca el trencament amb la vida quotidiana a través d'una obra d'aparició i dispensa paraules de bon averany per al dia. L'espectador n'ha de sortir preparat per a les obres següents i, per tant, el segon noh pot ser més complex, poètic i arrelat a la tradició: els noh de guerrers són adequats per a això. El tercer noh, que correspon al màxim d'atenció de l'espectador, és el de dones, que té un fort valor estètic i tradicional. Després d'això, l'atenció de l'espectador disminueix i es reprodueix una obra variada del món real, que requereix menys reflexió i erudició. Finalment, els noh de dimonis permeten, pel seu ritme ràpid i potent, regenerar l'espectador cansat i tornar-lo en bones condicions per al retorn a la vida quotidiana. Des d'aquesta perspectiva, els noh de dimonis provenen menys de llegendes i textos antics que els altres noh d'aparició. Així acaba tradicionalment una jornada de noh.
El desenvolupament ternari del jo-ha-kyū també s'aplica a l'estructura dels noh: el primer acte introdueix la peça (jo) i exposa el seu desenvolupament (ha) fins a la ruptura, per exemple la revelació de la veritable forma del shite als mugen nō; el segon acte revela el ball principal del shite, el punt culminant de l'obra, i conclou (kyū). Els actes i escenes poden seguir ells mateixos el ritme de jo-ha-kyū.
Aquest programa relaciona plenament el noh i el kyōgen, un teatre més còmic i popular que permet als espectadors riure, descansar i recuperar-se de la tensió emocional que susciten les obres de noh. El conjunt ha estat anomenat nōgaku des de l'era Meiji.

## Accessoris
Igual que el repertori, la dicció i les actituds, els accessoris provenen d'un treball tradicional i tenen un paper important en la comprensió de l'obra. Els accessoris més coneguts són les màscares, però els vestits i altres accessoris reben la mateixa atenció.

### Màscares
Documents del període Azuchi-Momoyama (segle xvi) informen sobre seixanta màscares noh (en japonès omote, 'cara'), la majoria de les quals encara s'utilitzen avui en dia. S'utilitzen per a tots els papers de shite, excepte els de nens i homes adults vius (a diferència dels fantasmes). Quan el shite actua sense màscara, hauria de mantenir una expressió neutral, com si portés una màscara de totes maneres. El disseny de les màscares de noh barreja elements reals i simbòlics, amb l'objectiu de proporcionar informació sobre el tipus de personatge i el seu estat d'ànim. Quan es posa la màscara, l'actor deixa simbòlicament la seva pròpia personalitat per agafar la del personatge que interpretarà. La contemplació de la màscara forma part del treball de preparació del paper. A més, a causa de la il·luminació, l'expressió de la màscara està dissenyada per poder variar segons l'angle d'exposició. L'actor ha de controlar constantment la inclinació del cap per presentar la màscara a la llum segons l'orientació desitjada per l'estat d'ànim del seu personatge.
De mida més petita que la cara de l'actor, les màscares redueixen significativament el seu camp de visió. Llavors utilitza els pilars de l'escenari per localitzar-se.
Com passa amb les obres, les màscares es divideixen en sis categories.

#### Màscares per aOkina
Les màscares d'Okina provenen del sarugaku i, per tant, daten en la seva concepció abans de la formalització del noh. Com a resultat, les més antics són objectes sagrats guardats als temples. Representen amb una excepció déus vells i riallers. Es distingeixen de les màscares de noh pròpiament dites pel fet que la mandíbula no és integral amb la resta de la màscara, així com per la forma dels ulls i les celles.

#### Màscares de vell

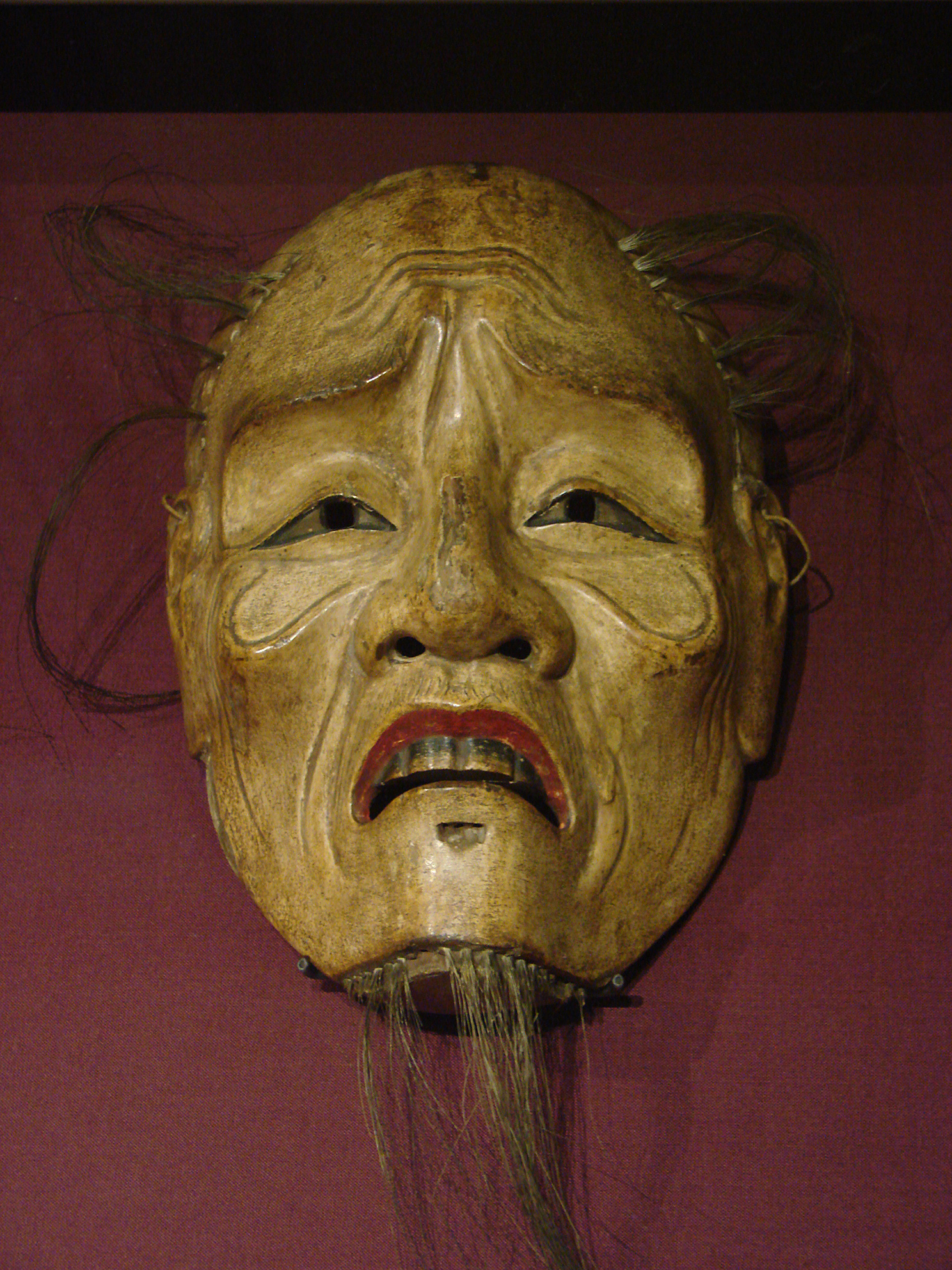
Màscara d'un home vell, període Edo.

Les màscares de vell inclouen una àmplia varietat de màscares que es distingeixen entre elles per la implantació de cabells, la presència de barba, el tractament de les dents i sobretot la impressió. Aquesta última indica la veritable naturalesa de la criatura que apareix sota la forma d'un home vell: home de debò, també pot ser un déu, un fantasma o un esperit que hagi adoptat aquesta disfressa.

#### Màscares de dimoni

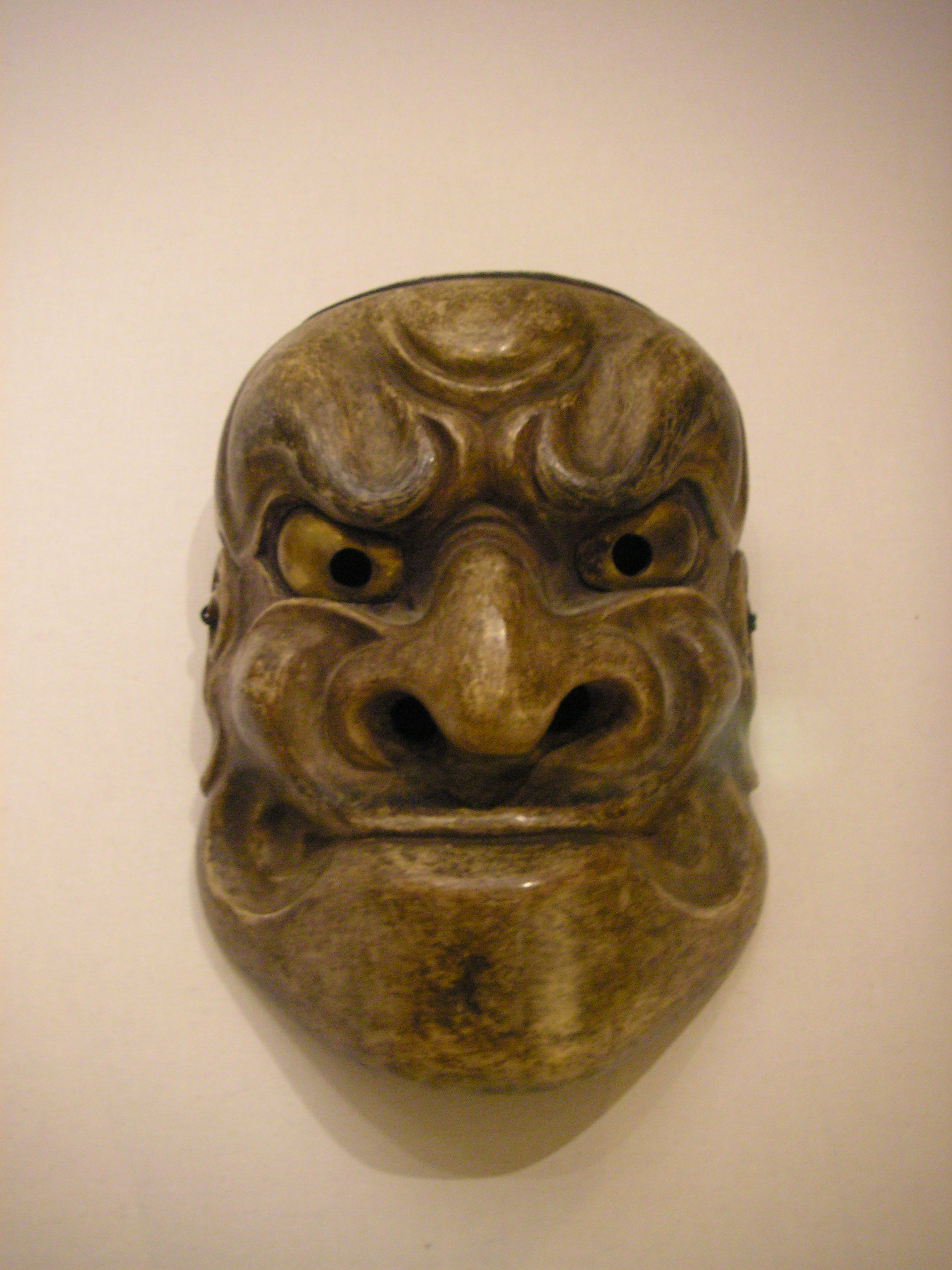
Màscara de dimoni, període Edo.

Les màscares de dimoni, que poden tenir la boca oberta o tancada, es distingeixen per la gran expressivitat dels trets i la coloració daurada dels ulls. Aquests dos elements expressen el poder cru i el salvatgisme dels éssers sobrenaturals que representen. Només les màscares de dimonis femenins tenen banyes; els masculins no en tenen.

#### Màscares d'home

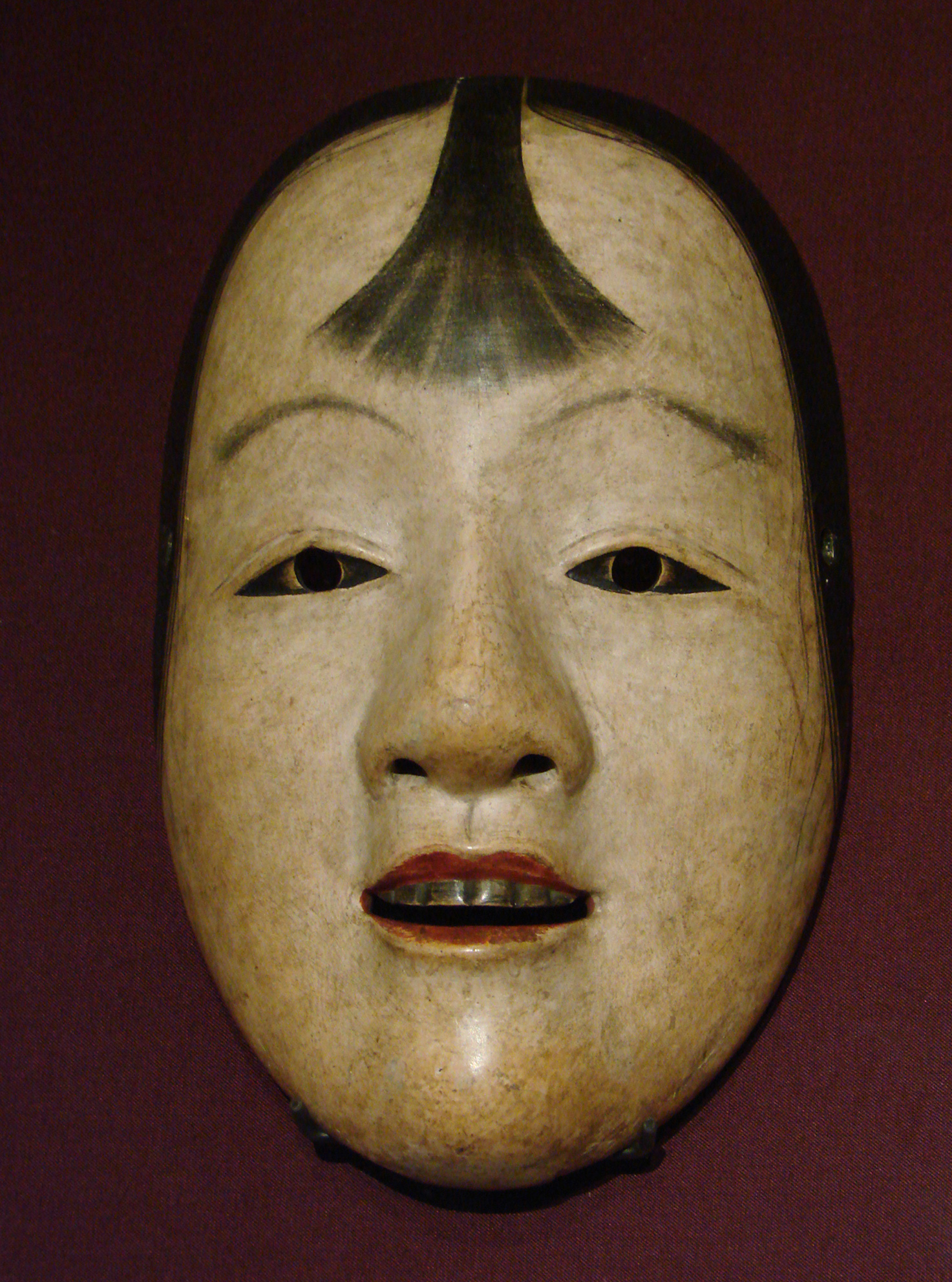
Màscara per a adolescents, període Edo.

Les màscares d'home són la categoria més nombrosa. Poden representar un tipus humà concret (el jove guapo, per exemple), significar una característica física (ceguesa) o fins i tot servir de disfressa per a un ésser sobrenatural (fantasma, déu jove); algunes fins i tot són específiques per a un paper concret.

#### Màscares de dona

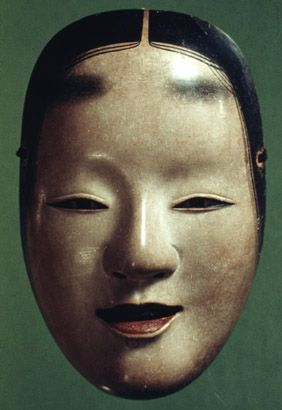
Màscara de dona.

Igual que les màscares d'home, les màscares de dona es classifiquen segons l'edat i l'expressió del personatge representat. Tanmateix, varien molt menys en la diversitat d'expressions, centrant-se més en tipus particulars, la dona jove i bella, la mare preocupada i la vella digna. Algunes expressions, especialment la de la dona gelosa, no es classifiquen com a màscares de dona, sinó com a màscares d'esperit venjatiu.

#### Màscares d'esperit venjatiu

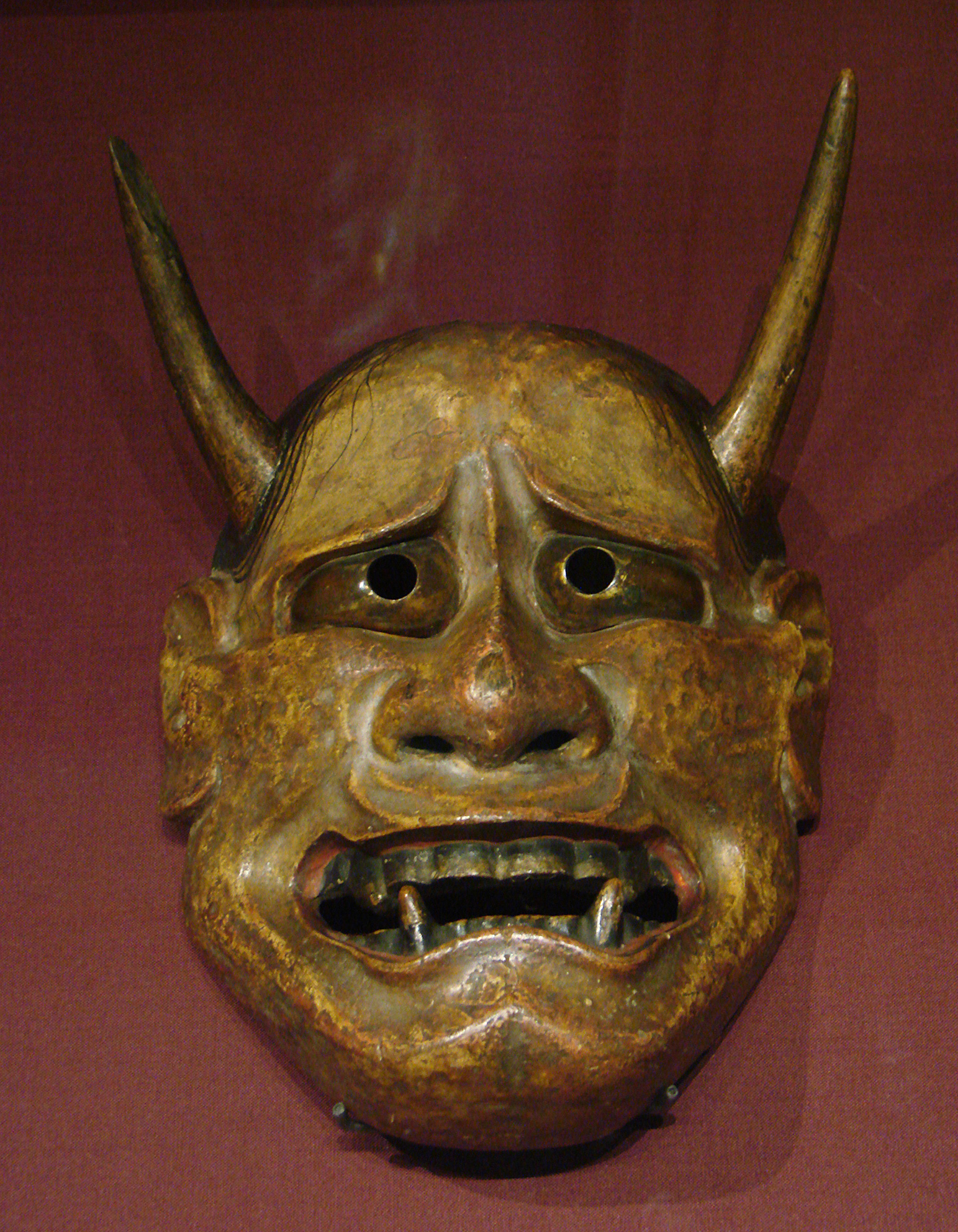
Màscara d'esperit venjatiu femení, període Edo.

Les màscares d'esperit venjatiu s'utilitzen quan la ira, la gelosia o l'odi aclaparen el caràcter de la criatura representada, ja sigui un ésser viu (home o dona) o sobrenatural (un fantasma), aquestes màscares també signifiquen el pas d'un estat a l'altre. Tenen en comú uns cabells despentinats i un daurat dels ulls que, com en el cas de les màscares de dimonis, denoten la manca de moderació i salvatgisme de personatges posseïts per la seva passió.

### Vestits
Els vestits (shozoku) provenen dels vestits cerimonials dels nobles i samurais del període Muromachi (segles xiv-xvi). La majoria de les vegades en seda, són especialment gruixuts i pesats per tal d'accentuar la impressió de riquesa i elegància; a l'antiguitat, els aristòcrates sovint oferien la seva luxosa roba als actors.
Les tres categories principals de vestits són els quimonos de màniga curta (kosode), els quimonos de màniga ampla (ōsode) i els pantalons amples (hakama), que es divideixen en diversos tipus i als quals cal afegir les altres capes de roba. Els seus ornaments, sofisticats i de vegades teixits d'or i plata, formen part integral del personatge interpretat, la naturalesa i l'estat d'ànim del qual denoten, segons l'edat i el gènere. Com a resultat, són pràcticament tan importants com la màscara per a la composició del personatge i són objecte d'una contemplació de l'actor que absorbeix el seu paper. Els colors tenen la mateixa funció, en particular el vermell que simbolitza la joventut, oferint possibilitats de combinacions molt importants amb els motius, els tipus de vestuari i les màscares.

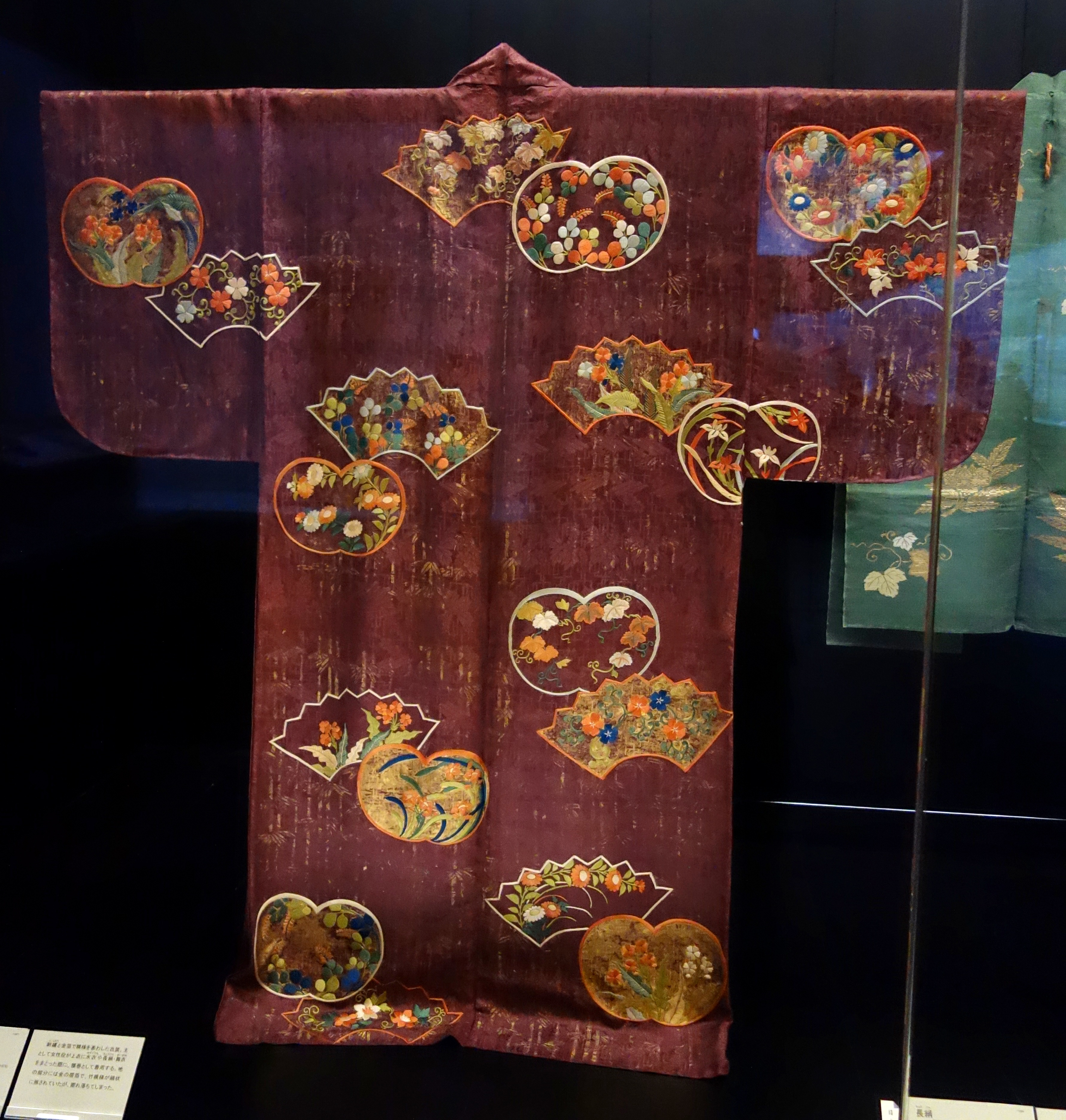
Nuihaku amb patrons de ventall.
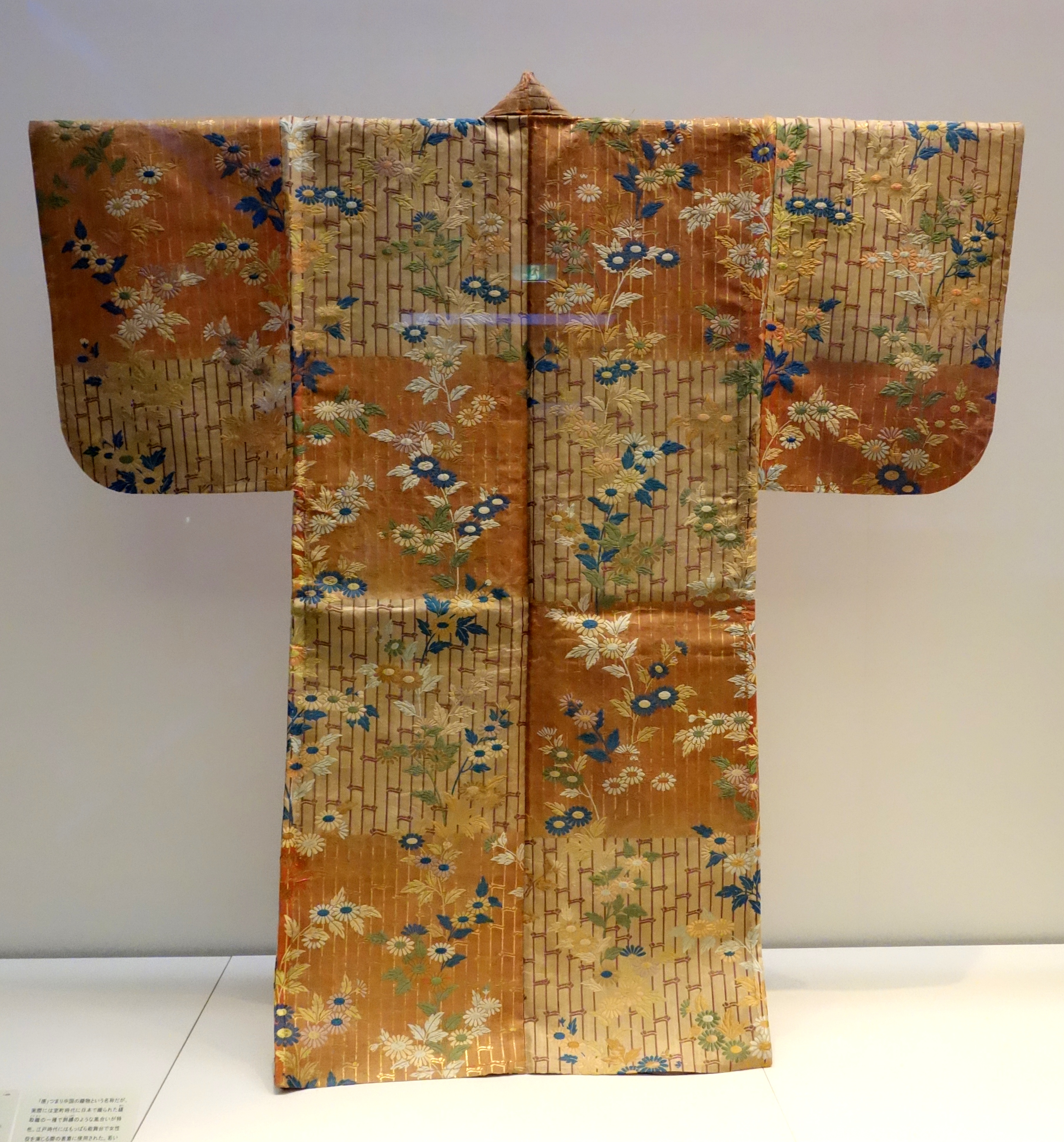
Karaori amb patró de bambú i crisantem.
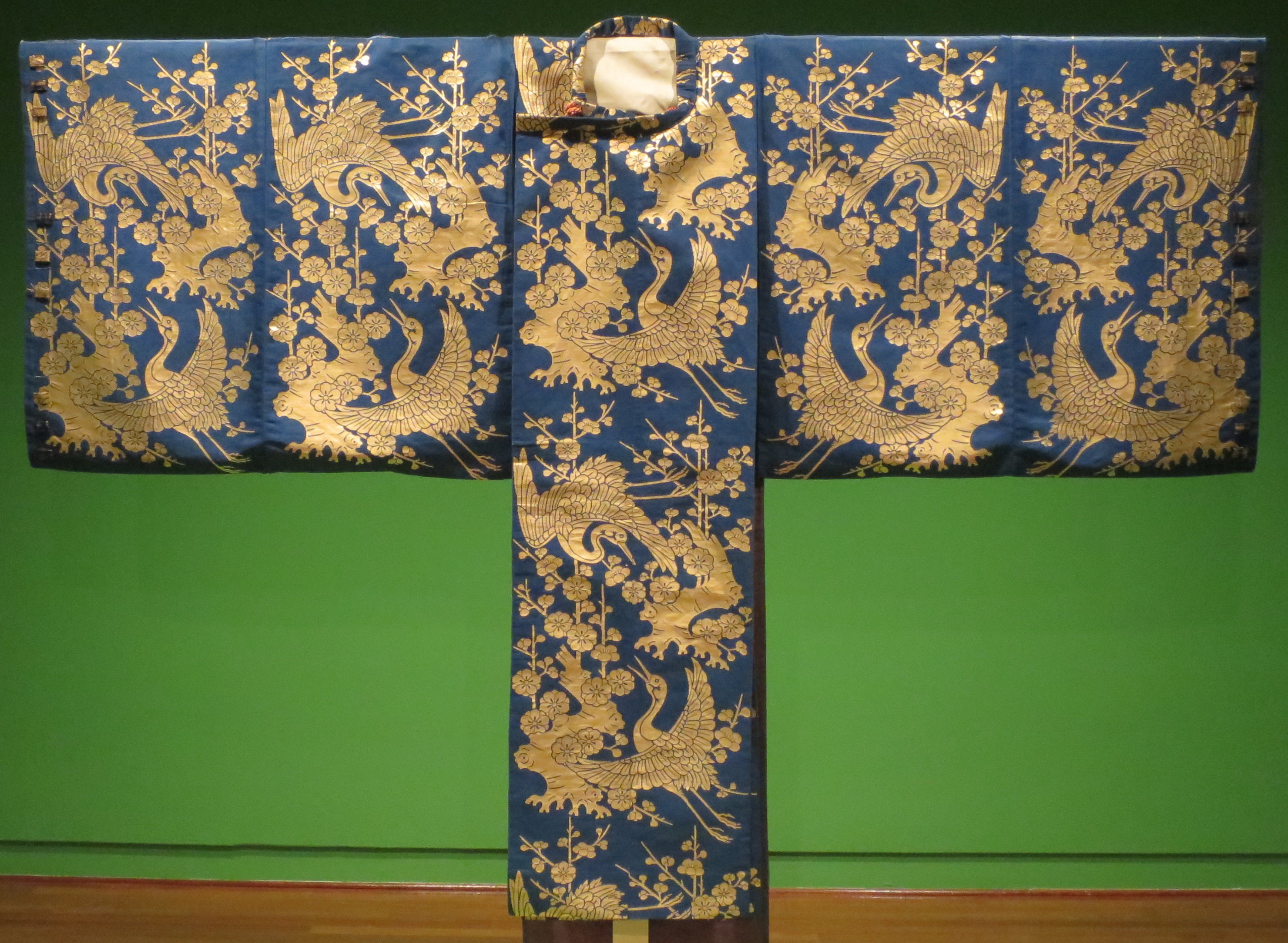
Kariginu (per a un paper masculí) brodat amb grues daurades.
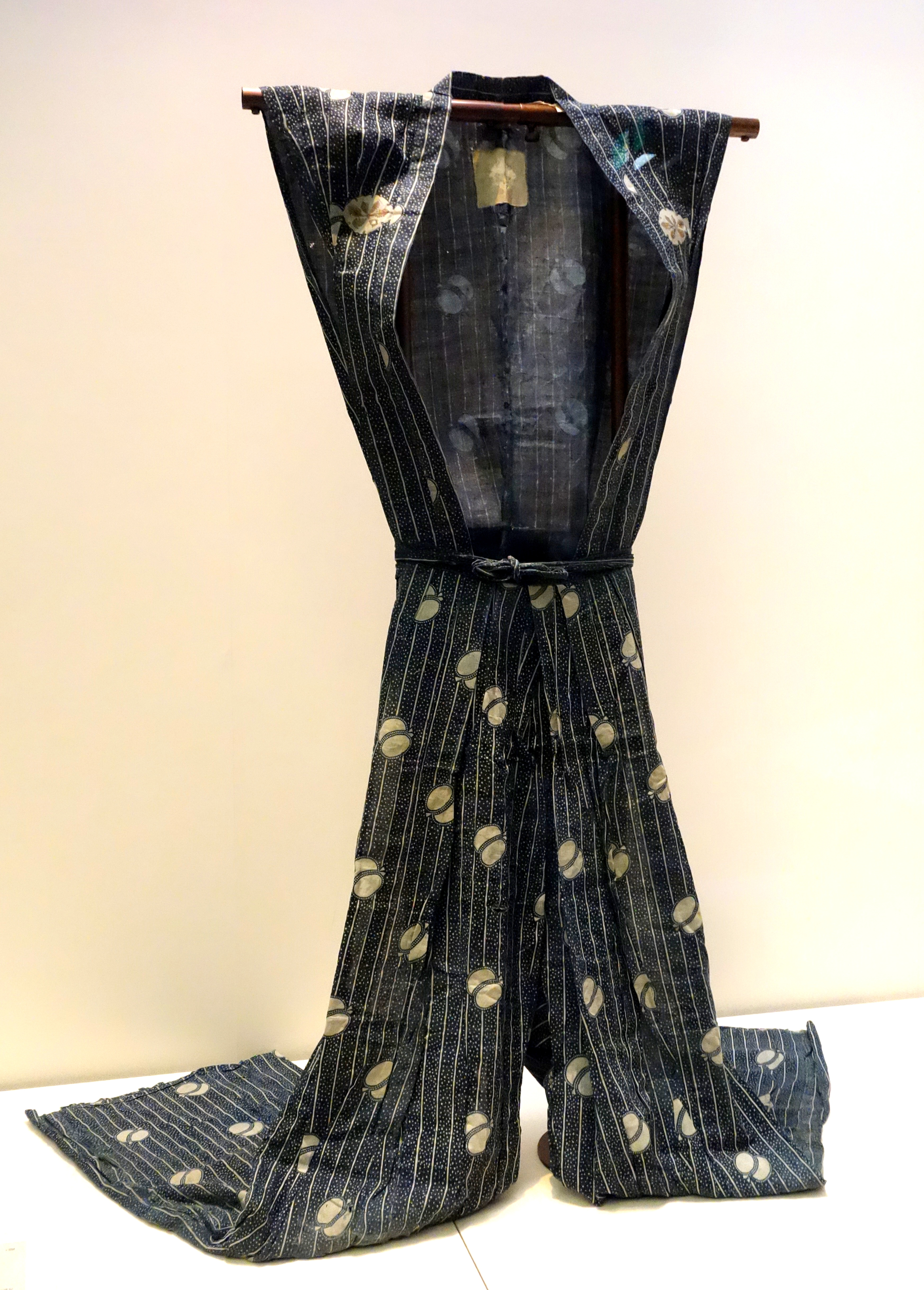
Kamishimo blau mitjanit amb ratlles i estampats de boles.

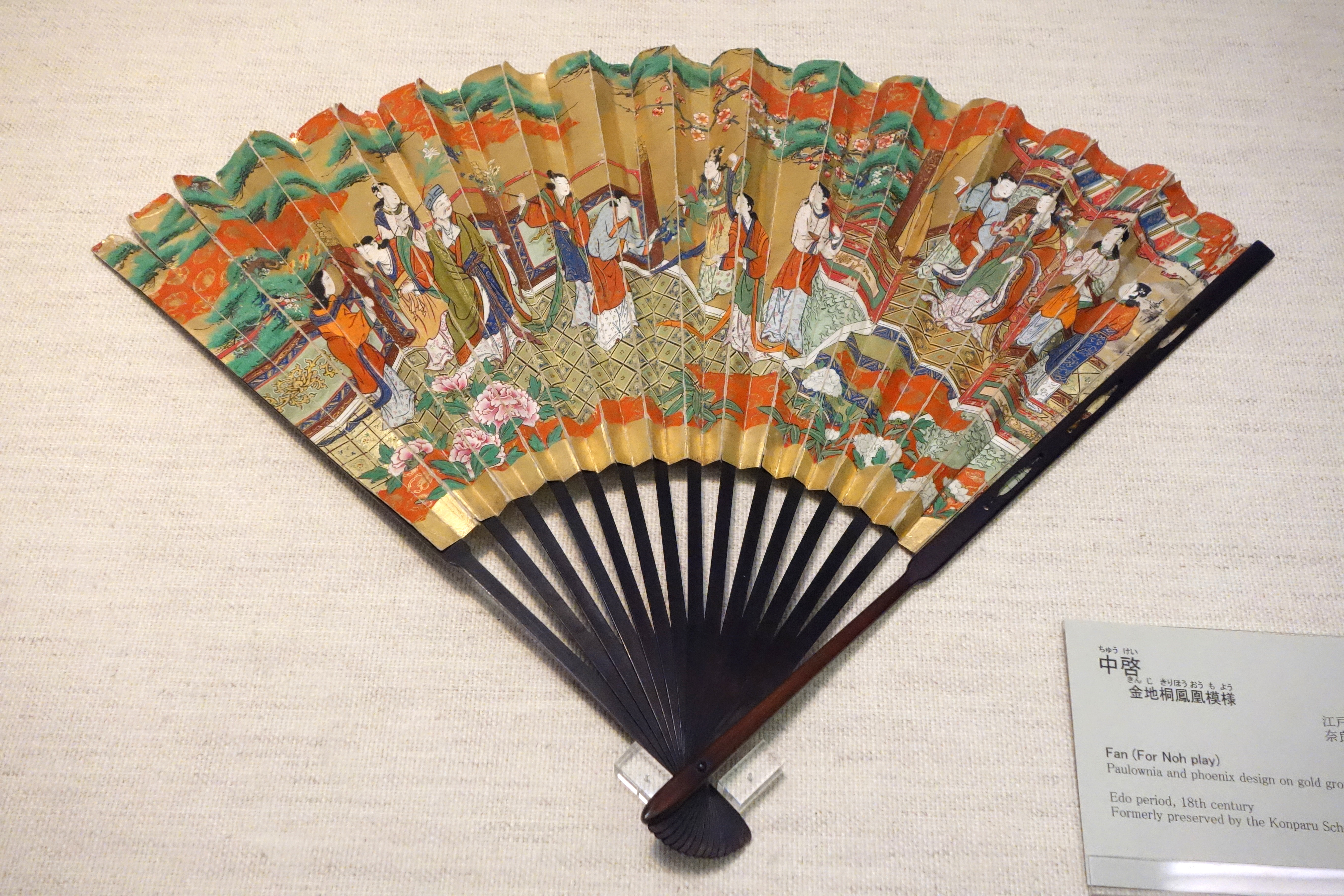
Ventall del període Edo.

Tots els personatges que entren a l'escenari, inclosos els músics, tenen un ventall. Els motius dels ventalls, igual que les màscares i els vestits, proporcionen informació sobre la naturalesa i l'estat d'ànim del personatge. El ventall pot representar un ventall, un objecte diferent (rem, espasa...), un element de l'entorn (sol, neu...) o una sensació del personatge (alegria, ràbia...)
Finalment, la decoració, minimalista perquè el noh apel·la sobretot a la imaginació de l'espectador, es limita a uns pocs objectes lleugers, fets de bambú, sobre els quals s'uneixen plantes o teixits, donant una idea del tipus d'ambient de l'obra. A diferència de tots els altres objectes del noh, els elements de decoració es construeixen per a cada representació i després es destrueixen. Una caixa de perruques, principalment una caixa de laca, s'utilitza freqüentment com a seient.

## El noh, avui
Hi ha aproximadament 1.500 actors i músics professionals de noh al Japó, i aquesta forma d'art comença a florir de nou. A diferència del kabuki, que sempre ha estat molt popular, el noh ha anat recorrent a una certa elit intel·lectual. Les cinc famílies de noh són les escoles Kanze (観世), Hosho (宝生), Komparu (金春), Kita (喜多), i Kongo (金剛). Les famílies de kyōgen estan separades.
Hi ha prop de seixanta representacions al mes a Tòquio, més trenta a Kansai, per a una col·lecció de dues-centes cinquanta obres interpretades regularment.

### Influència en el teatre occidental
L'obertura del Japó a finals del segle xix, desperta l'interès de diversos artistes occidentals. El 1921, el poeta Paul Claudel va ser nomenat ambaixador de França al Japó. El que més el marca de l'estructura dramàtica del noh és la seva musicalitat. Exposa aquesta idea en alguns dels seus textos crítics com Le Nō i Le drame et la musique. La influència que el teatre noh podria haver tingut en la dramatúrgia de Claudel és sobretot formal. Al mateix temps, a Irlanda, Yeats, premi Nobel de literatura el 1923, va ser iniciat al noh i en va impregnar tot el seu teatre. Stanislavski o Meierhold també es basen en la dramatúrgia japonesa i fan alguns experiments de posada en escena orientaliestes, però s'inspiren més aviat en el kabuki per la seva aparença més colorida i exòticament espectacular. Bertolt Brecht, després d'haver desenvolupat una passió pel teatre xinès, va adaptar un noh el 1930: Taniko, sota el títol Der Ja-sager ('el que diu que sí').
Més recentment, els noh modern de Yukio Mishima, gràcies a la traducció al francès de Marguerite Yourcenar, va introduir al públic en general francòfon alguns elements essencials del noh, com ara els «fantasmes vius» o les metamorfosis animals. Les obres de Mishima també són escenificades amb freqüència per companyies joves, i moltes al Festival d'Avinyó Off fins als anys 2000.
Actualment a Suïssa, el director Armen Godel, apassionat del noh i traductor del japonès, produeix notablement obres de Racine, Corneille o, per descomptat, de Mishima, impregnant-les de yūgen (paraula típica del noh que René Sieffert tradueix com «encant subtil») i a França, des dels anys vuitanta, l'escenògraf i director teatral Junji Fuseya inicia els artistes occidentals a la seva tècnica, adaptada a la seva formació tradicional en noh i kyōgen. També cal destacar la inspiració que Peter Brook va trobar a Yoshi Oida, amb qui va treballar durant molts anys.